# Tournoi des candidats de Zurich 1953
Le tournoi des candidats de Zurich 1953 est un célèbre tournoi d'échecs qui s'est déroulé du 28 août au 24 octobre 1953 à Zurich et Neuhausen am Rheinfall en Suisse. C'est aussi le sous-titre d'un des ouvrages les plus connus consacrés au jeu d'échecs, L'Art du combat aux échecs, écrit par l'un des participants, le grand maître international soviétique, David Bronstein.

## Contexte du tournoi
Après la mort d'Alexandre Alekhine en 1946, la Fédération internationale des échecs reprend l'organisation du Championnat du monde d'échecs à sa charge. Le principe du match au sommet est conservé : le détenteur du titre et son challenger s'affrontent dans un match de 24 parties, au terme d'un cycle de sélection de trois ans. Depuis 1950, le tournoi des candidats est ainsi la dernière étape pour la désignation du challenger : son vainqueur obtient le droit de défier le champion du monde, Mikhaïl Botvinnik à l'époque.

## Les quinze candidats

### Sélection des participants
Au tournoi de Neuhausen-Zurich 1953, qui n'est que le deuxième tournoi des candidats organisé par la FIDE, il y eut quinze participants. En 1950, il y avait eu dix participants. En 1953, les sélectionnés comprenaient : les cinq premiers du tournoi des candidats précédent (Budapest 1950) et les cinq premiers du tournoi interzonal de Stockholm 1952. Sur ces dix qualifiés, neuf étaient Soviétiques (le dixième était l'Argentin Miguel Najdorf). Pour donner un caractère plus international au tournoi, la FIDE a encore sélectionné cinq candidats d'autres pays : l'ancien champion du monde Max Euwe et l'ancien finaliste du championnat du monde de 1948, Samuel Reshevsky, qui n'avaient pas participé au tournoi interzonal de 1952 ni au tournoi des candidats de 1950 et trois joueurs classés sixième ex æquo à l'interzonal de 1952.

### Qualifiés lors du tournoi des candidats de Budapest en 1950
1. Issaak Boleslavski, URSS ;
2. David Bronstein, URSS ;
3. Vassily Smyslov, URSS ;
4. Paul Keres, URSS ;
5. Miguel Najdorf, Argentine ;

### Qualifiés lors du tournoi interzonal de Stockholm en 1952
1. Alexandre Kotov, URSS ;
2. Tigran Petrossian, URSS (2e-3e) ;
3. Mark Taïmanov, URSS (2e-3e) ;
4. Efim Geller, URSS ;
5. Youri Averbakh, URSS (5e-8e, cinquième grâce à un meilleur départage Sonneborn-Berger) ;

### Sélectionnés directement par la FIDE
Les trois premiers, cinquièmes ex æquo avec Youri Averbakh, sont choisis sur la base de leur classement à l'Interzonal de Stockholm.
1. Gideon Ståhlberg, Suède (6e au départage du tournoi interzonal) ;
2. László Szabó, Hongrie (7e au départage du tournoi interzonal) ;
3. Svetozar Gligorić, Yougoslavie (8e au départage du tournoi interzonal) ;

Deux autres joueurs qui n'avaient participé ni au tournoi interzonal de 1952, ni au tournoi des candidats de 1950 :
1. Samuel Reshevsky, États-Unis, finaliste du championnat du monde d'échecs de 1948 ;
2. Max Euwe, Pays-Bas, champion du monde d'échecs de 1935 à 1937 ;

## Organisation
Lors du tournoi des candidats, chaque joueur affronte deux fois chacun de ses adversaires, une fois avec les blancs et une fois avec les noirs (« tournoi à deux tours »). Il n'y a pas moins de 30 rondes, soit 210 parties au total. Comme les adversaires sont en nombre impair, un joueur est exempté à chaque ronde.
Le tournoi commence le 28 août 1953 dans la maison paroissiale de Neuhausen am Rheinfall où sont disputées huit rondes, puis, pendant 22 rondes, continue au Kongresshaus de Zurich à partir du 13 septembre, où il dure encore 5 semaines pour s'achever le 24 octobre 1953.
Interrogés par la suite, plusieurs des participants citèrent des parties jouées lors de ce tournoi comme les plus belles de leur carrière. Ainsi Alexandre Kotov se souvient-il de son sacrifice de dame contre Youri Averbakh, et David Bronstein, de son Est-indienne contre Samuel Reshevsky. Mais dans l'ensemble, les joueurs furent plutôt prudents et conservateurs.

## Résultats

### Table du tournoi
| No. | Joueur             | Nationalité      | 01 | 02 | 03 | 04 | 05 | 06 | 07 | 08 | 09 | 10 | 11 | 12 | 13 | 14 | 15 | Total | Rang    |
| --- | ------------------ | ---------------- | -- | -- | -- | -- | -- | -- | -- | -- | -- | -- | -- | -- | -- | -- | -- | ----- | ------- |
| 01  | Vassily Smyslov    | Union soviétique | X  | == | 11 | =1 | == | 11 | == | =0 | == | == | == | == | 1= | 11 | 1= | 18    | 1er     |
| 02  | David Bronstein    | Union soviétique | == | X  | 1= | 11 | == | =0 | == | == | 1= | == | == | 01 | 1= | == | == | 16    | 2e-4e   |
| 03  | Paul Keres         | Union soviétique | 00 | 0= | X  | == | =1 | =1 | == | == | == | 0= | 11 | 1= | =1 | == | 11 | 16    | 2e-4e   |
| 04  | Samuel Reshevsky   | États-Unis       | =0 | 00 | == | X  | == | == | == | 10 | == | =1 | =1 | 1= | =1 | 11 | 1= | 16    | 2e-4e   |
| 05  | Tigran Petrossian  | Union soviétique | == | == | =0 | == | X  | == | 0= | == | 00 | == | == | 11 | =1 | 1= | 11 | 15    | 5e      |
| 06  | Efim Geller        | Union soviétique | 00 | =1 | =0 | == | == | X  | 11 | =0 | 01 | == | 01 | 1= | =1 | 01 | == | 14,5  | 6e-7e   |
| 07  | Miguel Najdorf     | Argentine        | == | == | == | == | 1= | 00 | X  | 1= | 1= | =0 | == | == | == | 0= | 11 | 14,5  | 6e-7e   |
| 08  | Alexandre Kotov    | Union soviétique | =1 | == | == | 01 | == | =1 | 0= | X  | 10 | 1= | 00 | 10 | 1= | 0= | 01 | 14    | 8e-9e   |
| 09  | Mark Taimanov      | Union soviétique | == | 0= | == | == | 11 | 10 | 0= | 01 | X  | 10 | == | == | =0 | 0= | 11 | 14    | 8e-9e   |
| 10  | Youri Averbakh     | Union soviétique | == | == | 1= | =0 | == | == | =1 | 0= | 01 | X  | == | == | 0= | 11 | 00 | 13.5  | 10e-11e |
| 11  | Issaak Boleslavski | Union soviétique | == | == | 00 | =0 | == | 10 | == | 11 | == | == | X  | =0 | == | =1 | == | 13.5  | 10e-11e |
| 12  | Lázló Szabó        | Hongrie          | == | 10 | 0= | 0= | 00 | 0= | == | 01 | == | == | =1 | X  | 1= | == | 1= | 13    | 12e     |
| 13  | Svetozar Gligorić  | Yougoslavie      | 0= | 0= | =0 | =0 | =0 | =0 | == | 0= | =1 | 1= | == | 0= | X  | =1 | 11 | 12.5  | 13e     |
| 14  | Max Euwe           | Pays-Bas         | 00 | == | == | 00 | 0= | 10 | 1= | 1= | 1= | 00 | =0 | == | =0 | X  | 1= | 11,5  | 14e     |
| 15  | Gideon Ståhlberg   | Suède            | 0= | == | 00 | 0= | 00 | == | 00 | 10 | 00 | 11 | == | 0= | 00 | 0= | X  | 8     | 15e     |

### Déroulement du tournoi
À en croire Andrew Soltis, Alexandre Kotov, qui venait de remporter brillamment le tournoi interzonal de Stockholm en 1952, faisait un peu figure d'épouvantail au début du tournoi. Mais son manque d'engagement et son attitude routinière ruinèrent ses chances : il parut d'ailleurs très satisfait de la montre en or que lui valut son prix de beauté. Selon un des arbitres, le plus qu'on pouvait dire de lui, c'était que pendant les 28 rondes, il commanda 28 sandwiches. Peut-être que ce manque de motivation s'explique par ses 3 défaites lors des 3 premières rondes, ce qui l'a quasiment mis hors course dès le début du tournoi. Cependant, Kotov a montré de l'ambition et du talent, battant Vassily Smyslov et Samuel Reshevsky au second tour, quand les deux joueurs bataillaient pour la première place. Beaucoup de parties se terminèrent par une nullité de salon, un mal endémique des échecs soviétiques. Toutefois, la longueur du tournoi nécessite de gérer ses efforts et explique dans certains cas de telles nulles. En fin de tournoi, l'absence d'enjeu pour la plupart des participants est aussi à l'origine de courtes nulles. Smyslov paraissait le plus motivé des candidats, mais cela ne l'empêcha pas d'aller chanter des extraits d'opéra à la radio suisse.
Quinze joueurs s'affrontaient en double tour (chacun affronte ses adversaires avec les Blancs et les Noirs) ; à chaque ronde, un d'entre eux était exempt.
Le début du tournoi est marqué par l'exclusion de la course de Kotov : avec 0 point en 4 rondes (3 défaites et une exemption), le vainqueur de l'interzonal ne pouvait plus revenir. Vassily Smyslov et Samuel Reshevsky prennent le meilleur départ avec 5 sur 7, devant Paul Kérès 4,5 alors que David Bronstein, le vice-champion du monde, traîne avec 50 % des points après 7 rondes. Dans la deuxième moitié du premier tour, Smyslov creuse l'écart sur ses poursuivants. Avec 9,5 sur 14, il devance Reshevsky et Bronstein d'un point, Miguel Najdorf d'un point et demi et Kérès de 2,5 points. À noter le bon départ de Max Euwe : l'ancien champion du monde totalise 7,5 sur 14 avec de spectaculaires succès contre Efim Geller et Najdorf.
Au cours du deuxième tour, Smyslov subit sa seule défaite en gaffant contre Kotov (21e ronde). Reshevsky en profite pour revenir à hauteur du Soviétique et Bronstein suit juste derrière. Décroché lors du premier tour, Kérès marque 3,5 en 4 parties avant d'affronter Smyslov à la 24e ronde. Ce dernier l'emporte consécutivement sur Kérès et Reshevsky, alors que Bronstein s'effondre contre Geller. L'avance que le vice-champion du monde 1948 est irréversible et il termine par de courtes nullités avec 2 points d'avance sur le trio Bronstein, Reshevsky et Kérès. On soulignera l'écroulement de Max Euwe, qui ne marque que 4 points (8 nulles et 6 défaites), la remontée de Geller (4 victoires de suite) qui termine 6e après avoir été avant-dernier après 23 rondes. Le tournoi a été marqué par l'éclosion du futur champion du monde Tigran Petrossian : malgré aucune victoire contre les 10 premiers du tournoi, il termine 5e avec 15 sur 28 pour son premier tournoi des candidats.
Avec un modeste score de 18 sur 28 (64,3 %), Vassily Smyslov, sans véritablement forcer mais en gagnant des parties cruciales, l'emporta largement et gagna ainsi le droit d'affronter Mikhail Botvinnik pour le championnat du monde. Le match aura lieu au printemps 1954, mais Botvinnik parviendra à conserver son titre. Ce n'est qu'au terme du cycle suivant, en 1957, que Smyslov sera sacré Champion du monde.

### Ouvertures
Le tournoi de Zurich marque un tournant sur le plan des ouvertures utilisées, avec la généralisation de l'ouverture du pion dame 1.d4. Najdorf, par exemple, n'ouvrit qu'une seule fois par 1.e4. Mais surtout, les défenses indiennes, en particulier est-indienne et nimzo-indienne furent omniprésentes.
Les deux ouvertures les plus fréquentes, l'est-indienne et la nimzo-indienne n'apparurent pas moins de respectivement 46 et 43 fois. La défense sicilienne, ouverture la plus jouée contre 1.e4, ne vient qu'en 5e position dans l'ordre des fréquences, et il ne s'en produisit que 23.

### Soupçons de collusion
Staline était mort le 5 mars 1953, soit moins de 6 mois avant le début du tournoi. Dans l'atmosphère de la guerre froide qui régnait alors et vu le prestige que représentait le jeu d'échecs pour Moscou, des rumeurs insistantes, mais jamais confirmées (ni infirmées), ont fait état de pressions exercées sur les joueurs soviétiques non russes pour les « persuader » de laisser gagner Smyslov, un Russe pur souche. Dans ce contexte, le plus étonnant est encore la deuxième place ex æquo de Samuel Reshevsky, le représentant des États-Unis.

## Exemples de parties
Les parties suivent la numérotation du livre de Bronstein.

### Geller-Euwe, prix de beauté (partieno9)
|   | a | b | c | d | e | f | g | h |   |
| 8 | Cavalier noir sur case blanche e8 · Dame blanche sur case noire h8 · Pion noir sur case noire a7 · Fou noir sur case blanche b7 · Pion noir sur case blanche d7 · Roi noir sur case blanche f7 · Pion noir sur case noire g7 · Dame noire sur case blanche e6 · Pion noir sur case noire f6 · Fou blanc sur case noire h6 · Pion noir sur case blanche b5 · Pion blanc sur case noire d4 · Tour blanche sur case noire h4 · Pion blanc sur case noire a3 · Cavalier blanc sur case noire g3 · Tour noire sur case blanche c2 · Pion blanc sur case blanche g2 · Pion blanc sur case noire h2 · Tour blanche sur case noire a1 · Roi blanc sur case noire g1 | Cavalier noir sur case blanche e8 · Dame blanche sur case noire h8 · Pion noir sur case noire a7 · Fou noir sur case blanche b7 · Pion noir sur case blanche d7 · Roi noir sur case blanche f7 · Pion noir sur case noire g7 · Dame noire sur case blanche e6 · Pion noir sur case noire f6 · Fou blanc sur case noire h6 · Pion noir sur case blanche b5 · Pion blanc sur case noire d4 · Tour blanche sur case noire h4 · Pion blanc sur case noire a3 · Cavalier blanc sur case noire g3 · Tour noire sur case blanche c2 · Pion blanc sur case blanche g2 · Pion blanc sur case noire h2 · Tour blanche sur case noire a1 · Roi blanc sur case noire g1 | Cavalier noir sur case blanche e8 · Dame blanche sur case noire h8 · Pion noir sur case noire a7 · Fou noir sur case blanche b7 · Pion noir sur case blanche d7 · Roi noir sur case blanche f7 · Pion noir sur case noire g7 · Dame noire sur case blanche e6 · Pion noir sur case noire f6 · Fou blanc sur case noire h6 · Pion noir sur case blanche b5 · Pion blanc sur case noire d4 · Tour blanche sur case noire h4 · Pion blanc sur case noire a3 · Cavalier blanc sur case noire g3 · Tour noire sur case blanche c2 · Pion blanc sur case blanche g2 · Pion blanc sur case noire h2 · Tour blanche sur case noire a1 · Roi blanc sur case noire g1 | Cavalier noir sur case blanche e8 · Dame blanche sur case noire h8 · Pion noir sur case noire a7 · Fou noir sur case blanche b7 · Pion noir sur case blanche d7 · Roi noir sur case blanche f7 · Pion noir sur case noire g7 · Dame noire sur case blanche e6 · Pion noir sur case noire f6 · Fou blanc sur case noire h6 · Pion noir sur case blanche b5 · Pion blanc sur case noire d4 · Tour blanche sur case noire h4 · Pion blanc sur case noire a3 · Cavalier blanc sur case noire g3 · Tour noire sur case blanche c2 · Pion blanc sur case blanche g2 · Pion blanc sur case noire h2 · Tour blanche sur case noire a1 · Roi blanc sur case noire g1 | Cavalier noir sur case blanche e8 · Dame blanche sur case noire h8 · Pion noir sur case noire a7 · Fou noir sur case blanche b7 · Pion noir sur case blanche d7 · Roi noir sur case blanche f7 · Pion noir sur case noire g7 · Dame noire sur case blanche e6 · Pion noir sur case noire f6 · Fou blanc sur case noire h6 · Pion noir sur case blanche b5 · Pion blanc sur case noire d4 · Tour blanche sur case noire h4 · Pion blanc sur case noire a3 · Cavalier blanc sur case noire g3 · Tour noire sur case blanche c2 · Pion blanc sur case blanche g2 · Pion blanc sur case noire h2 · Tour blanche sur case noire a1 · Roi blanc sur case noire g1 | Cavalier noir sur case blanche e8 · Dame blanche sur case noire h8 · Pion noir sur case noire a7 · Fou noir sur case blanche b7 · Pion noir sur case blanche d7 · Roi noir sur case blanche f7 · Pion noir sur case noire g7 · Dame noire sur case blanche e6 · Pion noir sur case noire f6 · Fou blanc sur case noire h6 · Pion noir sur case blanche b5 · Pion blanc sur case noire d4 · Tour blanche sur case noire h4 · Pion blanc sur case noire a3 · Cavalier blanc sur case noire g3 · Tour noire sur case blanche c2 · Pion blanc sur case blanche g2 · Pion blanc sur case noire h2 · Tour blanche sur case noire a1 · Roi blanc sur case noire g1 | Cavalier noir sur case blanche e8 · Dame blanche sur case noire h8 · Pion noir sur case noire a7 · Fou noir sur case blanche b7 · Pion noir sur case blanche d7 · Roi noir sur case blanche f7 · Pion noir sur case noire g7 · Dame noire sur case blanche e6 · Pion noir sur case noire f6 · Fou blanc sur case noire h6 · Pion noir sur case blanche b5 · Pion blanc sur case noire d4 · Tour blanche sur case noire h4 · Pion blanc sur case noire a3 · Cavalier blanc sur case noire g3 · Tour noire sur case blanche c2 · Pion blanc sur case blanche g2 · Pion blanc sur case noire h2 · Tour blanche sur case noire a1 · Roi blanc sur case noire g1 | Cavalier noir sur case blanche e8 · Dame blanche sur case noire h8 · Pion noir sur case noire a7 · Fou noir sur case blanche b7 · Pion noir sur case blanche d7 · Roi noir sur case blanche f7 · Pion noir sur case noire g7 · Dame noire sur case blanche e6 · Pion noir sur case noire f6 · Fou blanc sur case noire h6 · Pion noir sur case blanche b5 · Pion blanc sur case noire d4 · Tour blanche sur case noire h4 · Pion blanc sur case noire a3 · Cavalier blanc sur case noire g3 · Tour noire sur case blanche c2 · Pion blanc sur case blanche g2 · Pion blanc sur case noire h2 · Tour blanche sur case noire a1 · Roi blanc sur case noire g1 | 8 |
| 7 | Cavalier noir sur case blanche e8 · Dame blanche sur case noire h8 · Pion noir sur case noire a7 · Fou noir sur case blanche b7 · Pion noir sur case blanche d7 · Roi noir sur case blanche f7 · Pion noir sur case noire g7 · Dame noire sur case blanche e6 · Pion noir sur case noire f6 · Fou blanc sur case noire h6 · Pion noir sur case blanche b5 · Pion blanc sur case noire d4 · Tour blanche sur case noire h4 · Pion blanc sur case noire a3 · Cavalier blanc sur case noire g3 · Tour noire sur case blanche c2 · Pion blanc sur case blanche g2 · Pion blanc sur case noire h2 · Tour blanche sur case noire a1 · Roi blanc sur case noire g1 | Cavalier noir sur case blanche e8 · Dame blanche sur case noire h8 · Pion noir sur case noire a7 · Fou noir sur case blanche b7 · Pion noir sur case blanche d7 · Roi noir sur case blanche f7 · Pion noir sur case noire g7 · Dame noire sur case blanche e6 · Pion noir sur case noire f6 · Fou blanc sur case noire h6 · Pion noir sur case blanche b5 · Pion blanc sur case noire d4 · Tour blanche sur case noire h4 · Pion blanc sur case noire a3 · Cavalier blanc sur case noire g3 · Tour noire sur case blanche c2 · Pion blanc sur case blanche g2 · Pion blanc sur case noire h2 · Tour blanche sur case noire a1 · Roi blanc sur case noire g1 | Cavalier noir sur case blanche e8 · Dame blanche sur case noire h8 · Pion noir sur case noire a7 · Fou noir sur case blanche b7 · Pion noir sur case blanche d7 · Roi noir sur case blanche f7 · Pion noir sur case noire g7 · Dame noire sur case blanche e6 · Pion noir sur case noire f6 · Fou blanc sur case noire h6 · Pion noir sur case blanche b5 · Pion blanc sur case noire d4 · Tour blanche sur case noire h4 · Pion blanc sur case noire a3 · Cavalier blanc sur case noire g3 · Tour noire sur case blanche c2 · Pion blanc sur case blanche g2 · Pion blanc sur case noire h2 · Tour blanche sur case noire a1 · Roi blanc sur case noire g1 | Cavalier noir sur case blanche e8 · Dame blanche sur case noire h8 · Pion noir sur case noire a7 · Fou noir sur case blanche b7 · Pion noir sur case blanche d7 · Roi noir sur case blanche f7 · Pion noir sur case noire g7 · Dame noire sur case blanche e6 · Pion noir sur case noire f6 · Fou blanc sur case noire h6 · Pion noir sur case blanche b5 · Pion blanc sur case noire d4 · Tour blanche sur case noire h4 · Pion blanc sur case noire a3 · Cavalier blanc sur case noire g3 · Tour noire sur case blanche c2 · Pion blanc sur case blanche g2 · Pion blanc sur case noire h2 · Tour blanche sur case noire a1 · Roi blanc sur case noire g1 | Cavalier noir sur case blanche e8 · Dame blanche sur case noire h8 · Pion noir sur case noire a7 · Fou noir sur case blanche b7 · Pion noir sur case blanche d7 · Roi noir sur case blanche f7 · Pion noir sur case noire g7 · Dame noire sur case blanche e6 · Pion noir sur case noire f6 · Fou blanc sur case noire h6 · Pion noir sur case blanche b5 · Pion blanc sur case noire d4 · Tour blanche sur case noire h4 · Pion blanc sur case noire a3 · Cavalier blanc sur case noire g3 · Tour noire sur case blanche c2 · Pion blanc sur case blanche g2 · Pion blanc sur case noire h2 · Tour blanche sur case noire a1 · Roi blanc sur case noire g1 | Cavalier noir sur case blanche e8 · Dame blanche sur case noire h8 · Pion noir sur case noire a7 · Fou noir sur case blanche b7 · Pion noir sur case blanche d7 · Roi noir sur case blanche f7 · Pion noir sur case noire g7 · Dame noire sur case blanche e6 · Pion noir sur case noire f6 · Fou blanc sur case noire h6 · Pion noir sur case blanche b5 · Pion blanc sur case noire d4 · Tour blanche sur case noire h4 · Pion blanc sur case noire a3 · Cavalier blanc sur case noire g3 · Tour noire sur case blanche c2 · Pion blanc sur case blanche g2 · Pion blanc sur case noire h2 · Tour blanche sur case noire a1 · Roi blanc sur case noire g1 | Cavalier noir sur case blanche e8 · Dame blanche sur case noire h8 · Pion noir sur case noire a7 · Fou noir sur case blanche b7 · Pion noir sur case blanche d7 · Roi noir sur case blanche f7 · Pion noir sur case noire g7 · Dame noire sur case blanche e6 · Pion noir sur case noire f6 · Fou blanc sur case noire h6 · Pion noir sur case blanche b5 · Pion blanc sur case noire d4 · Tour blanche sur case noire h4 · Pion blanc sur case noire a3 · Cavalier blanc sur case noire g3 · Tour noire sur case blanche c2 · Pion blanc sur case blanche g2 · Pion blanc sur case noire h2 · Tour blanche sur case noire a1 · Roi blanc sur case noire g1 | Cavalier noir sur case blanche e8 · Dame blanche sur case noire h8 · Pion noir sur case noire a7 · Fou noir sur case blanche b7 · Pion noir sur case blanche d7 · Roi noir sur case blanche f7 · Pion noir sur case noire g7 · Dame noire sur case blanche e6 · Pion noir sur case noire f6 · Fou blanc sur case noire h6 · Pion noir sur case blanche b5 · Pion blanc sur case noire d4 · Tour blanche sur case noire h4 · Pion blanc sur case noire a3 · Cavalier blanc sur case noire g3 · Tour noire sur case blanche c2 · Pion blanc sur case blanche g2 · Pion blanc sur case noire h2 · Tour blanche sur case noire a1 · Roi blanc sur case noire g1 | 7 |
| 6 | Cavalier noir sur case blanche e8 · Dame blanche sur case noire h8 · Pion noir sur case noire a7 · Fou noir sur case blanche b7 · Pion noir sur case blanche d7 · Roi noir sur case blanche f7 · Pion noir sur case noire g7 · Dame noire sur case blanche e6 · Pion noir sur case noire f6 · Fou blanc sur case noire h6 · Pion noir sur case blanche b5 · Pion blanc sur case noire d4 · Tour blanche sur case noire h4 · Pion blanc sur case noire a3 · Cavalier blanc sur case noire g3 · Tour noire sur case blanche c2 · Pion blanc sur case blanche g2 · Pion blanc sur case noire h2 · Tour blanche sur case noire a1 · Roi blanc sur case noire g1 | Cavalier noir sur case blanche e8 · Dame blanche sur case noire h8 · Pion noir sur case noire a7 · Fou noir sur case blanche b7 · Pion noir sur case blanche d7 · Roi noir sur case blanche f7 · Pion noir sur case noire g7 · Dame noire sur case blanche e6 · Pion noir sur case noire f6 · Fou blanc sur case noire h6 · Pion noir sur case blanche b5 · Pion blanc sur case noire d4 · Tour blanche sur case noire h4 · Pion blanc sur case noire a3 · Cavalier blanc sur case noire g3 · Tour noire sur case blanche c2 · Pion blanc sur case blanche g2 · Pion blanc sur case noire h2 · Tour blanche sur case noire a1 · Roi blanc sur case noire g1 | Cavalier noir sur case blanche e8 · Dame blanche sur case noire h8 · Pion noir sur case noire a7 · Fou noir sur case blanche b7 · Pion noir sur case blanche d7 · Roi noir sur case blanche f7 · Pion noir sur case noire g7 · Dame noire sur case blanche e6 · Pion noir sur case noire f6 · Fou blanc sur case noire h6 · Pion noir sur case blanche b5 · Pion blanc sur case noire d4 · Tour blanche sur case noire h4 · Pion blanc sur case noire a3 · Cavalier blanc sur case noire g3 · Tour noire sur case blanche c2 · Pion blanc sur case blanche g2 · Pion blanc sur case noire h2 · Tour blanche sur case noire a1 · Roi blanc sur case noire g1 | Cavalier noir sur case blanche e8 · Dame blanche sur case noire h8 · Pion noir sur case noire a7 · Fou noir sur case blanche b7 · Pion noir sur case blanche d7 · Roi noir sur case blanche f7 · Pion noir sur case noire g7 · Dame noire sur case blanche e6 · Pion noir sur case noire f6 · Fou blanc sur case noire h6 · Pion noir sur case blanche b5 · Pion blanc sur case noire d4 · Tour blanche sur case noire h4 · Pion blanc sur case noire a3 · Cavalier blanc sur case noire g3 · Tour noire sur case blanche c2 · Pion blanc sur case blanche g2 · Pion blanc sur case noire h2 · Tour blanche sur case noire a1 · Roi blanc sur case noire g1 | Cavalier noir sur case blanche e8 · Dame blanche sur case noire h8 · Pion noir sur case noire a7 · Fou noir sur case blanche b7 · Pion noir sur case blanche d7 · Roi noir sur case blanche f7 · Pion noir sur case noire g7 · Dame noire sur case blanche e6 · Pion noir sur case noire f6 · Fou blanc sur case noire h6 · Pion noir sur case blanche b5 · Pion blanc sur case noire d4 · Tour blanche sur case noire h4 · Pion blanc sur case noire a3 · Cavalier blanc sur case noire g3 · Tour noire sur case blanche c2 · Pion blanc sur case blanche g2 · Pion blanc sur case noire h2 · Tour blanche sur case noire a1 · Roi blanc sur case noire g1 | Cavalier noir sur case blanche e8 · Dame blanche sur case noire h8 · Pion noir sur case noire a7 · Fou noir sur case blanche b7 · Pion noir sur case blanche d7 · Roi noir sur case blanche f7 · Pion noir sur case noire g7 · Dame noire sur case blanche e6 · Pion noir sur case noire f6 · Fou blanc sur case noire h6 · Pion noir sur case blanche b5 · Pion blanc sur case noire d4 · Tour blanche sur case noire h4 · Pion blanc sur case noire a3 · Cavalier blanc sur case noire g3 · Tour noire sur case blanche c2 · Pion blanc sur case blanche g2 · Pion blanc sur case noire h2 · Tour blanche sur case noire a1 · Roi blanc sur case noire g1 | Cavalier noir sur case blanche e8 · Dame blanche sur case noire h8 · Pion noir sur case noire a7 · Fou noir sur case blanche b7 · Pion noir sur case blanche d7 · Roi noir sur case blanche f7 · Pion noir sur case noire g7 · Dame noire sur case blanche e6 · Pion noir sur case noire f6 · Fou blanc sur case noire h6 · Pion noir sur case blanche b5 · Pion blanc sur case noire d4 · Tour blanche sur case noire h4 · Pion blanc sur case noire a3 · Cavalier blanc sur case noire g3 · Tour noire sur case blanche c2 · Pion blanc sur case blanche g2 · Pion blanc sur case noire h2 · Tour blanche sur case noire a1 · Roi blanc sur case noire g1 | Cavalier noir sur case blanche e8 · Dame blanche sur case noire h8 · Pion noir sur case noire a7 · Fou noir sur case blanche b7 · Pion noir sur case blanche d7 · Roi noir sur case blanche f7 · Pion noir sur case noire g7 · Dame noire sur case blanche e6 · Pion noir sur case noire f6 · Fou blanc sur case noire h6 · Pion noir sur case blanche b5 · Pion blanc sur case noire d4 · Tour blanche sur case noire h4 · Pion blanc sur case noire a3 · Cavalier blanc sur case noire g3 · Tour noire sur case blanche c2 · Pion blanc sur case blanche g2 · Pion blanc sur case noire h2 · Tour blanche sur case noire a1 · Roi blanc sur case noire g1 | 6 |
| 5 | Cavalier noir sur case blanche e8 · Dame blanche sur case noire h8 · Pion noir sur case noire a7 · Fou noir sur case blanche b7 · Pion noir sur case blanche d7 · Roi noir sur case blanche f7 · Pion noir sur case noire g7 · Dame noire sur case blanche e6 · Pion noir sur case noire f6 · Fou blanc sur case noire h6 · Pion noir sur case blanche b5 · Pion blanc sur case noire d4 · Tour blanche sur case noire h4 · Pion blanc sur case noire a3 · Cavalier blanc sur case noire g3 · Tour noire sur case blanche c2 · Pion blanc sur case blanche g2 · Pion blanc sur case noire h2 · Tour blanche sur case noire a1 · Roi blanc sur case noire g1 | Cavalier noir sur case blanche e8 · Dame blanche sur case noire h8 · Pion noir sur case noire a7 · Fou noir sur case blanche b7 · Pion noir sur case blanche d7 · Roi noir sur case blanche f7 · Pion noir sur case noire g7 · Dame noire sur case blanche e6 · Pion noir sur case noire f6 · Fou blanc sur case noire h6 · Pion noir sur case blanche b5 · Pion blanc sur case noire d4 · Tour blanche sur case noire h4 · Pion blanc sur case noire a3 · Cavalier blanc sur case noire g3 · Tour noire sur case blanche c2 · Pion blanc sur case blanche g2 · Pion blanc sur case noire h2 · Tour blanche sur case noire a1 · Roi blanc sur case noire g1 | Cavalier noir sur case blanche e8 · Dame blanche sur case noire h8 · Pion noir sur case noire a7 · Fou noir sur case blanche b7 · Pion noir sur case blanche d7 · Roi noir sur case blanche f7 · Pion noir sur case noire g7 · Dame noire sur case blanche e6 · Pion noir sur case noire f6 · Fou blanc sur case noire h6 · Pion noir sur case blanche b5 · Pion blanc sur case noire d4 · Tour blanche sur case noire h4 · Pion blanc sur case noire a3 · Cavalier blanc sur case noire g3 · Tour noire sur case blanche c2 · Pion blanc sur case blanche g2 · Pion blanc sur case noire h2 · Tour blanche sur case noire a1 · Roi blanc sur case noire g1 | Cavalier noir sur case blanche e8 · Dame blanche sur case noire h8 · Pion noir sur case noire a7 · Fou noir sur case blanche b7 · Pion noir sur case blanche d7 · Roi noir sur case blanche f7 · Pion noir sur case noire g7 · Dame noire sur case blanche e6 · Pion noir sur case noire f6 · Fou blanc sur case noire h6 · Pion noir sur case blanche b5 · Pion blanc sur case noire d4 · Tour blanche sur case noire h4 · Pion blanc sur case noire a3 · Cavalier blanc sur case noire g3 · Tour noire sur case blanche c2 · Pion blanc sur case blanche g2 · Pion blanc sur case noire h2 · Tour blanche sur case noire a1 · Roi blanc sur case noire g1 | Cavalier noir sur case blanche e8 · Dame blanche sur case noire h8 · Pion noir sur case noire a7 · Fou noir sur case blanche b7 · Pion noir sur case blanche d7 · Roi noir sur case blanche f7 · Pion noir sur case noire g7 · Dame noire sur case blanche e6 · Pion noir sur case noire f6 · Fou blanc sur case noire h6 · Pion noir sur case blanche b5 · Pion blanc sur case noire d4 · Tour blanche sur case noire h4 · Pion blanc sur case noire a3 · Cavalier blanc sur case noire g3 · Tour noire sur case blanche c2 · Pion blanc sur case blanche g2 · Pion blanc sur case noire h2 · Tour blanche sur case noire a1 · Roi blanc sur case noire g1 | Cavalier noir sur case blanche e8 · Dame blanche sur case noire h8 · Pion noir sur case noire a7 · Fou noir sur case blanche b7 · Pion noir sur case blanche d7 · Roi noir sur case blanche f7 · Pion noir sur case noire g7 · Dame noire sur case blanche e6 · Pion noir sur case noire f6 · Fou blanc sur case noire h6 · Pion noir sur case blanche b5 · Pion blanc sur case noire d4 · Tour blanche sur case noire h4 · Pion blanc sur case noire a3 · Cavalier blanc sur case noire g3 · Tour noire sur case blanche c2 · Pion blanc sur case blanche g2 · Pion blanc sur case noire h2 · Tour blanche sur case noire a1 · Roi blanc sur case noire g1 | Cavalier noir sur case blanche e8 · Dame blanche sur case noire h8 · Pion noir sur case noire a7 · Fou noir sur case blanche b7 · Pion noir sur case blanche d7 · Roi noir sur case blanche f7 · Pion noir sur case noire g7 · Dame noire sur case blanche e6 · Pion noir sur case noire f6 · Fou blanc sur case noire h6 · Pion noir sur case blanche b5 · Pion blanc sur case noire d4 · Tour blanche sur case noire h4 · Pion blanc sur case noire a3 · Cavalier blanc sur case noire g3 · Tour noire sur case blanche c2 · Pion blanc sur case blanche g2 · Pion blanc sur case noire h2 · Tour blanche sur case noire a1 · Roi blanc sur case noire g1 | Cavalier noir sur case blanche e8 · Dame blanche sur case noire h8 · Pion noir sur case noire a7 · Fou noir sur case blanche b7 · Pion noir sur case blanche d7 · Roi noir sur case blanche f7 · Pion noir sur case noire g7 · Dame noire sur case blanche e6 · Pion noir sur case noire f6 · Fou blanc sur case noire h6 · Pion noir sur case blanche b5 · Pion blanc sur case noire d4 · Tour blanche sur case noire h4 · Pion blanc sur case noire a3 · Cavalier blanc sur case noire g3 · Tour noire sur case blanche c2 · Pion blanc sur case blanche g2 · Pion blanc sur case noire h2 · Tour blanche sur case noire a1 · Roi blanc sur case noire g1 | 5 |
| 4 | Cavalier noir sur case blanche e8 · Dame blanche sur case noire h8 · Pion noir sur case noire a7 · Fou noir sur case blanche b7 · Pion noir sur case blanche d7 · Roi noir sur case blanche f7 · Pion noir sur case noire g7 · Dame noire sur case blanche e6 · Pion noir sur case noire f6 · Fou blanc sur case noire h6 · Pion noir sur case blanche b5 · Pion blanc sur case noire d4 · Tour blanche sur case noire h4 · Pion blanc sur case noire a3 · Cavalier blanc sur case noire g3 · Tour noire sur case blanche c2 · Pion blanc sur case blanche g2 · Pion blanc sur case noire h2 · Tour blanche sur case noire a1 · Roi blanc sur case noire g1 | Cavalier noir sur case blanche e8 · Dame blanche sur case noire h8 · Pion noir sur case noire a7 · Fou noir sur case blanche b7 · Pion noir sur case blanche d7 · Roi noir sur case blanche f7 · Pion noir sur case noire g7 · Dame noire sur case blanche e6 · Pion noir sur case noire f6 · Fou blanc sur case noire h6 · Pion noir sur case blanche b5 · Pion blanc sur case noire d4 · Tour blanche sur case noire h4 · Pion blanc sur case noire a3 · Cavalier blanc sur case noire g3 · Tour noire sur case blanche c2 · Pion blanc sur case blanche g2 · Pion blanc sur case noire h2 · Tour blanche sur case noire a1 · Roi blanc sur case noire g1 | Cavalier noir sur case blanche e8 · Dame blanche sur case noire h8 · Pion noir sur case noire a7 · Fou noir sur case blanche b7 · Pion noir sur case blanche d7 · Roi noir sur case blanche f7 · Pion noir sur case noire g7 · Dame noire sur case blanche e6 · Pion noir sur case noire f6 · Fou blanc sur case noire h6 · Pion noir sur case blanche b5 · Pion blanc sur case noire d4 · Tour blanche sur case noire h4 · Pion blanc sur case noire a3 · Cavalier blanc sur case noire g3 · Tour noire sur case blanche c2 · Pion blanc sur case blanche g2 · Pion blanc sur case noire h2 · Tour blanche sur case noire a1 · Roi blanc sur case noire g1 | Cavalier noir sur case blanche e8 · Dame blanche sur case noire h8 · Pion noir sur case noire a7 · Fou noir sur case blanche b7 · Pion noir sur case blanche d7 · Roi noir sur case blanche f7 · Pion noir sur case noire g7 · Dame noire sur case blanche e6 · Pion noir sur case noire f6 · Fou blanc sur case noire h6 · Pion noir sur case blanche b5 · Pion blanc sur case noire d4 · Tour blanche sur case noire h4 · Pion blanc sur case noire a3 · Cavalier blanc sur case noire g3 · Tour noire sur case blanche c2 · Pion blanc sur case blanche g2 · Pion blanc sur case noire h2 · Tour blanche sur case noire a1 · Roi blanc sur case noire g1 | Cavalier noir sur case blanche e8 · Dame blanche sur case noire h8 · Pion noir sur case noire a7 · Fou noir sur case blanche b7 · Pion noir sur case blanche d7 · Roi noir sur case blanche f7 · Pion noir sur case noire g7 · Dame noire sur case blanche e6 · Pion noir sur case noire f6 · Fou blanc sur case noire h6 · Pion noir sur case blanche b5 · Pion blanc sur case noire d4 · Tour blanche sur case noire h4 · Pion blanc sur case noire a3 · Cavalier blanc sur case noire g3 · Tour noire sur case blanche c2 · Pion blanc sur case blanche g2 · Pion blanc sur case noire h2 · Tour blanche sur case noire a1 · Roi blanc sur case noire g1 | Cavalier noir sur case blanche e8 · Dame blanche sur case noire h8 · Pion noir sur case noire a7 · Fou noir sur case blanche b7 · Pion noir sur case blanche d7 · Roi noir sur case blanche f7 · Pion noir sur case noire g7 · Dame noire sur case blanche e6 · Pion noir sur case noire f6 · Fou blanc sur case noire h6 · Pion noir sur case blanche b5 · Pion blanc sur case noire d4 · Tour blanche sur case noire h4 · Pion blanc sur case noire a3 · Cavalier blanc sur case noire g3 · Tour noire sur case blanche c2 · Pion blanc sur case blanche g2 · Pion blanc sur case noire h2 · Tour blanche sur case noire a1 · Roi blanc sur case noire g1 | Cavalier noir sur case blanche e8 · Dame blanche sur case noire h8 · Pion noir sur case noire a7 · Fou noir sur case blanche b7 · Pion noir sur case blanche d7 · Roi noir sur case blanche f7 · Pion noir sur case noire g7 · Dame noire sur case blanche e6 · Pion noir sur case noire f6 · Fou blanc sur case noire h6 · Pion noir sur case blanche b5 · Pion blanc sur case noire d4 · Tour blanche sur case noire h4 · Pion blanc sur case noire a3 · Cavalier blanc sur case noire g3 · Tour noire sur case blanche c2 · Pion blanc sur case blanche g2 · Pion blanc sur case noire h2 · Tour blanche sur case noire a1 · Roi blanc sur case noire g1 | Cavalier noir sur case blanche e8 · Dame blanche sur case noire h8 · Pion noir sur case noire a7 · Fou noir sur case blanche b7 · Pion noir sur case blanche d7 · Roi noir sur case blanche f7 · Pion noir sur case noire g7 · Dame noire sur case blanche e6 · Pion noir sur case noire f6 · Fou blanc sur case noire h6 · Pion noir sur case blanche b5 · Pion blanc sur case noire d4 · Tour blanche sur case noire h4 · Pion blanc sur case noire a3 · Cavalier blanc sur case noire g3 · Tour noire sur case blanche c2 · Pion blanc sur case blanche g2 · Pion blanc sur case noire h2 · Tour blanche sur case noire a1 · Roi blanc sur case noire g1 | 4 |
| 3 | Cavalier noir sur case blanche e8 · Dame blanche sur case noire h8 · Pion noir sur case noire a7 · Fou noir sur case blanche b7 · Pion noir sur case blanche d7 · Roi noir sur case blanche f7 · Pion noir sur case noire g7 · Dame noire sur case blanche e6 · Pion noir sur case noire f6 · Fou blanc sur case noire h6 · Pion noir sur case blanche b5 · Pion blanc sur case noire d4 · Tour blanche sur case noire h4 · Pion blanc sur case noire a3 · Cavalier blanc sur case noire g3 · Tour noire sur case blanche c2 · Pion blanc sur case blanche g2 · Pion blanc sur case noire h2 · Tour blanche sur case noire a1 · Roi blanc sur case noire g1 | Cavalier noir sur case blanche e8 · Dame blanche sur case noire h8 · Pion noir sur case noire a7 · Fou noir sur case blanche b7 · Pion noir sur case blanche d7 · Roi noir sur case blanche f7 · Pion noir sur case noire g7 · Dame noire sur case blanche e6 · Pion noir sur case noire f6 · Fou blanc sur case noire h6 · Pion noir sur case blanche b5 · Pion blanc sur case noire d4 · Tour blanche sur case noire h4 · Pion blanc sur case noire a3 · Cavalier blanc sur case noire g3 · Tour noire sur case blanche c2 · Pion blanc sur case blanche g2 · Pion blanc sur case noire h2 · Tour blanche sur case noire a1 · Roi blanc sur case noire g1 | Cavalier noir sur case blanche e8 · Dame blanche sur case noire h8 · Pion noir sur case noire a7 · Fou noir sur case blanche b7 · Pion noir sur case blanche d7 · Roi noir sur case blanche f7 · Pion noir sur case noire g7 · Dame noire sur case blanche e6 · Pion noir sur case noire f6 · Fou blanc sur case noire h6 · Pion noir sur case blanche b5 · Pion blanc sur case noire d4 · Tour blanche sur case noire h4 · Pion blanc sur case noire a3 · Cavalier blanc sur case noire g3 · Tour noire sur case blanche c2 · Pion blanc sur case blanche g2 · Pion blanc sur case noire h2 · Tour blanche sur case noire a1 · Roi blanc sur case noire g1 | Cavalier noir sur case blanche e8 · Dame blanche sur case noire h8 · Pion noir sur case noire a7 · Fou noir sur case blanche b7 · Pion noir sur case blanche d7 · Roi noir sur case blanche f7 · Pion noir sur case noire g7 · Dame noire sur case blanche e6 · Pion noir sur case noire f6 · Fou blanc sur case noire h6 · Pion noir sur case blanche b5 · Pion blanc sur case noire d4 · Tour blanche sur case noire h4 · Pion blanc sur case noire a3 · Cavalier blanc sur case noire g3 · Tour noire sur case blanche c2 · Pion blanc sur case blanche g2 · Pion blanc sur case noire h2 · Tour blanche sur case noire a1 · Roi blanc sur case noire g1 | Cavalier noir sur case blanche e8 · Dame blanche sur case noire h8 · Pion noir sur case noire a7 · Fou noir sur case blanche b7 · Pion noir sur case blanche d7 · Roi noir sur case blanche f7 · Pion noir sur case noire g7 · Dame noire sur case blanche e6 · Pion noir sur case noire f6 · Fou blanc sur case noire h6 · Pion noir sur case blanche b5 · Pion blanc sur case noire d4 · Tour blanche sur case noire h4 · Pion blanc sur case noire a3 · Cavalier blanc sur case noire g3 · Tour noire sur case blanche c2 · Pion blanc sur case blanche g2 · Pion blanc sur case noire h2 · Tour blanche sur case noire a1 · Roi blanc sur case noire g1 | Cavalier noir sur case blanche e8 · Dame blanche sur case noire h8 · Pion noir sur case noire a7 · Fou noir sur case blanche b7 · Pion noir sur case blanche d7 · Roi noir sur case blanche f7 · Pion noir sur case noire g7 · Dame noire sur case blanche e6 · Pion noir sur case noire f6 · Fou blanc sur case noire h6 · Pion noir sur case blanche b5 · Pion blanc sur case noire d4 · Tour blanche sur case noire h4 · Pion blanc sur case noire a3 · Cavalier blanc sur case noire g3 · Tour noire sur case blanche c2 · Pion blanc sur case blanche g2 · Pion blanc sur case noire h2 · Tour blanche sur case noire a1 · Roi blanc sur case noire g1 | Cavalier noir sur case blanche e8 · Dame blanche sur case noire h8 · Pion noir sur case noire a7 · Fou noir sur case blanche b7 · Pion noir sur case blanche d7 · Roi noir sur case blanche f7 · Pion noir sur case noire g7 · Dame noire sur case blanche e6 · Pion noir sur case noire f6 · Fou blanc sur case noire h6 · Pion noir sur case blanche b5 · Pion blanc sur case noire d4 · Tour blanche sur case noire h4 · Pion blanc sur case noire a3 · Cavalier blanc sur case noire g3 · Tour noire sur case blanche c2 · Pion blanc sur case blanche g2 · Pion blanc sur case noire h2 · Tour blanche sur case noire a1 · Roi blanc sur case noire g1 | Cavalier noir sur case blanche e8 · Dame blanche sur case noire h8 · Pion noir sur case noire a7 · Fou noir sur case blanche b7 · Pion noir sur case blanche d7 · Roi noir sur case blanche f7 · Pion noir sur case noire g7 · Dame noire sur case blanche e6 · Pion noir sur case noire f6 · Fou blanc sur case noire h6 · Pion noir sur case blanche b5 · Pion blanc sur case noire d4 · Tour blanche sur case noire h4 · Pion blanc sur case noire a3 · Cavalier blanc sur case noire g3 · Tour noire sur case blanche c2 · Pion blanc sur case blanche g2 · Pion blanc sur case noire h2 · Tour blanche sur case noire a1 · Roi blanc sur case noire g1 | 3 |
| 2 | Cavalier noir sur case blanche e8 · Dame blanche sur case noire h8 · Pion noir sur case noire a7 · Fou noir sur case blanche b7 · Pion noir sur case blanche d7 · Roi noir sur case blanche f7 · Pion noir sur case noire g7 · Dame noire sur case blanche e6 · Pion noir sur case noire f6 · Fou blanc sur case noire h6 · Pion noir sur case blanche b5 · Pion blanc sur case noire d4 · Tour blanche sur case noire h4 · Pion blanc sur case noire a3 · Cavalier blanc sur case noire g3 · Tour noire sur case blanche c2 · Pion blanc sur case blanche g2 · Pion blanc sur case noire h2 · Tour blanche sur case noire a1 · Roi blanc sur case noire g1 | Cavalier noir sur case blanche e8 · Dame blanche sur case noire h8 · Pion noir sur case noire a7 · Fou noir sur case blanche b7 · Pion noir sur case blanche d7 · Roi noir sur case blanche f7 · Pion noir sur case noire g7 · Dame noire sur case blanche e6 · Pion noir sur case noire f6 · Fou blanc sur case noire h6 · Pion noir sur case blanche b5 · Pion blanc sur case noire d4 · Tour blanche sur case noire h4 · Pion blanc sur case noire a3 · Cavalier blanc sur case noire g3 · Tour noire sur case blanche c2 · Pion blanc sur case blanche g2 · Pion blanc sur case noire h2 · Tour blanche sur case noire a1 · Roi blanc sur case noire g1 | Cavalier noir sur case blanche e8 · Dame blanche sur case noire h8 · Pion noir sur case noire a7 · Fou noir sur case blanche b7 · Pion noir sur case blanche d7 · Roi noir sur case blanche f7 · Pion noir sur case noire g7 · Dame noire sur case blanche e6 · Pion noir sur case noire f6 · Fou blanc sur case noire h6 · Pion noir sur case blanche b5 · Pion blanc sur case noire d4 · Tour blanche sur case noire h4 · Pion blanc sur case noire a3 · Cavalier blanc sur case noire g3 · Tour noire sur case blanche c2 · Pion blanc sur case blanche g2 · Pion blanc sur case noire h2 · Tour blanche sur case noire a1 · Roi blanc sur case noire g1 | Cavalier noir sur case blanche e8 · Dame blanche sur case noire h8 · Pion noir sur case noire a7 · Fou noir sur case blanche b7 · Pion noir sur case blanche d7 · Roi noir sur case blanche f7 · Pion noir sur case noire g7 · Dame noire sur case blanche e6 · Pion noir sur case noire f6 · Fou blanc sur case noire h6 · Pion noir sur case blanche b5 · Pion blanc sur case noire d4 · Tour blanche sur case noire h4 · Pion blanc sur case noire a3 · Cavalier blanc sur case noire g3 · Tour noire sur case blanche c2 · Pion blanc sur case blanche g2 · Pion blanc sur case noire h2 · Tour blanche sur case noire a1 · Roi blanc sur case noire g1 | Cavalier noir sur case blanche e8 · Dame blanche sur case noire h8 · Pion noir sur case noire a7 · Fou noir sur case blanche b7 · Pion noir sur case blanche d7 · Roi noir sur case blanche f7 · Pion noir sur case noire g7 · Dame noire sur case blanche e6 · Pion noir sur case noire f6 · Fou blanc sur case noire h6 · Pion noir sur case blanche b5 · Pion blanc sur case noire d4 · Tour blanche sur case noire h4 · Pion blanc sur case noire a3 · Cavalier blanc sur case noire g3 · Tour noire sur case blanche c2 · Pion blanc sur case blanche g2 · Pion blanc sur case noire h2 · Tour blanche sur case noire a1 · Roi blanc sur case noire g1 | Cavalier noir sur case blanche e8 · Dame blanche sur case noire h8 · Pion noir sur case noire a7 · Fou noir sur case blanche b7 · Pion noir sur case blanche d7 · Roi noir sur case blanche f7 · Pion noir sur case noire g7 · Dame noire sur case blanche e6 · Pion noir sur case noire f6 · Fou blanc sur case noire h6 · Pion noir sur case blanche b5 · Pion blanc sur case noire d4 · Tour blanche sur case noire h4 · Pion blanc sur case noire a3 · Cavalier blanc sur case noire g3 · Tour noire sur case blanche c2 · Pion blanc sur case blanche g2 · Pion blanc sur case noire h2 · Tour blanche sur case noire a1 · Roi blanc sur case noire g1 | Cavalier noir sur case blanche e8 · Dame blanche sur case noire h8 · Pion noir sur case noire a7 · Fou noir sur case blanche b7 · Pion noir sur case blanche d7 · Roi noir sur case blanche f7 · Pion noir sur case noire g7 · Dame noire sur case blanche e6 · Pion noir sur case noire f6 · Fou blanc sur case noire h6 · Pion noir sur case blanche b5 · Pion blanc sur case noire d4 · Tour blanche sur case noire h4 · Pion blanc sur case noire a3 · Cavalier blanc sur case noire g3 · Tour noire sur case blanche c2 · Pion blanc sur case blanche g2 · Pion blanc sur case noire h2 · Tour blanche sur case noire a1 · Roi blanc sur case noire g1 | Cavalier noir sur case blanche e8 · Dame blanche sur case noire h8 · Pion noir sur case noire a7 · Fou noir sur case blanche b7 · Pion noir sur case blanche d7 · Roi noir sur case blanche f7 · Pion noir sur case noire g7 · Dame noire sur case blanche e6 · Pion noir sur case noire f6 · Fou blanc sur case noire h6 · Pion noir sur case blanche b5 · Pion blanc sur case noire d4 · Tour blanche sur case noire h4 · Pion blanc sur case noire a3 · Cavalier blanc sur case noire g3 · Tour noire sur case blanche c2 · Pion blanc sur case blanche g2 · Pion blanc sur case noire h2 · Tour blanche sur case noire a1 · Roi blanc sur case noire g1 | 2 |
| 1 | Cavalier noir sur case blanche e8 · Dame blanche sur case noire h8 · Pion noir sur case noire a7 · Fou noir sur case blanche b7 · Pion noir sur case blanche d7 · Roi noir sur case blanche f7 · Pion noir sur case noire g7 · Dame noire sur case blanche e6 · Pion noir sur case noire f6 · Fou blanc sur case noire h6 · Pion noir sur case blanche b5 · Pion blanc sur case noire d4 · Tour blanche sur case noire h4 · Pion blanc sur case noire a3 · Cavalier blanc sur case noire g3 · Tour noire sur case blanche c2 · Pion blanc sur case blanche g2 · Pion blanc sur case noire h2 · Tour blanche sur case noire a1 · Roi blanc sur case noire g1 | Cavalier noir sur case blanche e8 · Dame blanche sur case noire h8 · Pion noir sur case noire a7 · Fou noir sur case blanche b7 · Pion noir sur case blanche d7 · Roi noir sur case blanche f7 · Pion noir sur case noire g7 · Dame noire sur case blanche e6 · Pion noir sur case noire f6 · Fou blanc sur case noire h6 · Pion noir sur case blanche b5 · Pion blanc sur case noire d4 · Tour blanche sur case noire h4 · Pion blanc sur case noire a3 · Cavalier blanc sur case noire g3 · Tour noire sur case blanche c2 · Pion blanc sur case blanche g2 · Pion blanc sur case noire h2 · Tour blanche sur case noire a1 · Roi blanc sur case noire g1 | Cavalier noir sur case blanche e8 · Dame blanche sur case noire h8 · Pion noir sur case noire a7 · Fou noir sur case blanche b7 · Pion noir sur case blanche d7 · Roi noir sur case blanche f7 · Pion noir sur case noire g7 · Dame noire sur case blanche e6 · Pion noir sur case noire f6 · Fou blanc sur case noire h6 · Pion noir sur case blanche b5 · Pion blanc sur case noire d4 · Tour blanche sur case noire h4 · Pion blanc sur case noire a3 · Cavalier blanc sur case noire g3 · Tour noire sur case blanche c2 · Pion blanc sur case blanche g2 · Pion blanc sur case noire h2 · Tour blanche sur case noire a1 · Roi blanc sur case noire g1 | Cavalier noir sur case blanche e8 · Dame blanche sur case noire h8 · Pion noir sur case noire a7 · Fou noir sur case blanche b7 · Pion noir sur case blanche d7 · Roi noir sur case blanche f7 · Pion noir sur case noire g7 · Dame noire sur case blanche e6 · Pion noir sur case noire f6 · Fou blanc sur case noire h6 · Pion noir sur case blanche b5 · Pion blanc sur case noire d4 · Tour blanche sur case noire h4 · Pion blanc sur case noire a3 · Cavalier blanc sur case noire g3 · Tour noire sur case blanche c2 · Pion blanc sur case blanche g2 · Pion blanc sur case noire h2 · Tour blanche sur case noire a1 · Roi blanc sur case noire g1 | Cavalier noir sur case blanche e8 · Dame blanche sur case noire h8 · Pion noir sur case noire a7 · Fou noir sur case blanche b7 · Pion noir sur case blanche d7 · Roi noir sur case blanche f7 · Pion noir sur case noire g7 · Dame noire sur case blanche e6 · Pion noir sur case noire f6 · Fou blanc sur case noire h6 · Pion noir sur case blanche b5 · Pion blanc sur case noire d4 · Tour blanche sur case noire h4 · Pion blanc sur case noire a3 · Cavalier blanc sur case noire g3 · Tour noire sur case blanche c2 · Pion blanc sur case blanche g2 · Pion blanc sur case noire h2 · Tour blanche sur case noire a1 · Roi blanc sur case noire g1 | Cavalier noir sur case blanche e8 · Dame blanche sur case noire h8 · Pion noir sur case noire a7 · Fou noir sur case blanche b7 · Pion noir sur case blanche d7 · Roi noir sur case blanche f7 · Pion noir sur case noire g7 · Dame noire sur case blanche e6 · Pion noir sur case noire f6 · Fou blanc sur case noire h6 · Pion noir sur case blanche b5 · Pion blanc sur case noire d4 · Tour blanche sur case noire h4 · Pion blanc sur case noire a3 · Cavalier blanc sur case noire g3 · Tour noire sur case blanche c2 · Pion blanc sur case blanche g2 · Pion blanc sur case noire h2 · Tour blanche sur case noire a1 · Roi blanc sur case noire g1 | Cavalier noir sur case blanche e8 · Dame blanche sur case noire h8 · Pion noir sur case noire a7 · Fou noir sur case blanche b7 · Pion noir sur case blanche d7 · Roi noir sur case blanche f7 · Pion noir sur case noire g7 · Dame noire sur case blanche e6 · Pion noir sur case noire f6 · Fou blanc sur case noire h6 · Pion noir sur case blanche b5 · Pion blanc sur case noire d4 · Tour blanche sur case noire h4 · Pion blanc sur case noire a3 · Cavalier blanc sur case noire g3 · Tour noire sur case blanche c2 · Pion blanc sur case blanche g2 · Pion blanc sur case noire h2 · Tour blanche sur case noire a1 · Roi blanc sur case noire g1 | Cavalier noir sur case blanche e8 · Dame blanche sur case noire h8 · Pion noir sur case noire a7 · Fou noir sur case blanche b7 · Pion noir sur case blanche d7 · Roi noir sur case blanche f7 · Pion noir sur case noire g7 · Dame noire sur case blanche e6 · Pion noir sur case noire f6 · Fou blanc sur case noire h6 · Pion noir sur case blanche b5 · Pion blanc sur case noire d4 · Tour blanche sur case noire h4 · Pion blanc sur case noire a3 · Cavalier blanc sur case noire g3 · Tour noire sur case blanche c2 · Pion blanc sur case blanche g2 · Pion blanc sur case noire h2 · Tour blanche sur case noire a1 · Roi blanc sur case noire g1 | 1 |
|   | a | b | c | d | e | f | g | h |   |

Selon Bronstein, la partie de la deuxième ronde entre Geller et Euwe fut l'une des plus belles du tournoi, et décrocha d'ailleurs un prix de beauté. 
Efim Geller - Max Euwe, défense nimzo-indienne
1.d4 Cf6 2.c4 e6 3.Cc3 Fb4 4.e3 c5 5.a3 Fxc3+ 6.bc b6 7.Fd3 Fb7 8.f3 Cc6 9.Ce2 0-0 10.0-0 Ca5 11.e4 Ce8 12.Cg3 cd 13.cd Tc8 14.f4 Cxc4 15.f5 f6 16.Tf4 b5! 17.Th4 Db6 18.e5 Cxe5 19.fe Cxd3 20.Dxd3 Dxe6 21.Dh7+ Rf7 22.Fh6 Th8!! 23.Dxh8 Tc2

(Voir diagramme de droite)

24.Tc1 Txg2+ 25.Rf1 Db3 26.Re1 Df3 27.Abandon 0-1

### Averbakh-Kotov (partieno96)
|   | a | b | c | d | e | f | g | h |   |
| 8 | Tour noire sur case noire b8 · Cavalier noir sur case blanche g8 · Roi noir sur case noire h8 · Pion noir sur case blanche b7 · Fou noir sur case noire e7 · Pion noir sur case blanche h7 · Pion noir sur case noire d6 · Tour noire sur case noire f6 · Pion noir sur case noire a5 · Pion noir sur case noire c5 · Pion blanc sur case blanche d5 · Pion noir sur case noire e5 · Pion blanc sur case blanche c4 · Pion blanc sur case blanche e4 · Pion noir sur case noire f4 · Pion blanc sur case blanche f3 · Dame noire sur case blanche h3 · Pion blanc sur case blanche a2 · Pion blanc sur case noire b2 · Dame blanche sur case noire d2 · Cavalier blanc sur case blanche e2 · Fou blanc sur case noire f2 · Tour blanche sur case blanche g2 · Roi blanc sur case noire h2 · Tour blanche sur case blanche f1 | Tour noire sur case noire b8 · Cavalier noir sur case blanche g8 · Roi noir sur case noire h8 · Pion noir sur case blanche b7 · Fou noir sur case noire e7 · Pion noir sur case blanche h7 · Pion noir sur case noire d6 · Tour noire sur case noire f6 · Pion noir sur case noire a5 · Pion noir sur case noire c5 · Pion blanc sur case blanche d5 · Pion noir sur case noire e5 · Pion blanc sur case blanche c4 · Pion blanc sur case blanche e4 · Pion noir sur case noire f4 · Pion blanc sur case blanche f3 · Dame noire sur case blanche h3 · Pion blanc sur case blanche a2 · Pion blanc sur case noire b2 · Dame blanche sur case noire d2 · Cavalier blanc sur case blanche e2 · Fou blanc sur case noire f2 · Tour blanche sur case blanche g2 · Roi blanc sur case noire h2 · Tour blanche sur case blanche f1 | Tour noire sur case noire b8 · Cavalier noir sur case blanche g8 · Roi noir sur case noire h8 · Pion noir sur case blanche b7 · Fou noir sur case noire e7 · Pion noir sur case blanche h7 · Pion noir sur case noire d6 · Tour noire sur case noire f6 · Pion noir sur case noire a5 · Pion noir sur case noire c5 · Pion blanc sur case blanche d5 · Pion noir sur case noire e5 · Pion blanc sur case blanche c4 · Pion blanc sur case blanche e4 · Pion noir sur case noire f4 · Pion blanc sur case blanche f3 · Dame noire sur case blanche h3 · Pion blanc sur case blanche a2 · Pion blanc sur case noire b2 · Dame blanche sur case noire d2 · Cavalier blanc sur case blanche e2 · Fou blanc sur case noire f2 · Tour blanche sur case blanche g2 · Roi blanc sur case noire h2 · Tour blanche sur case blanche f1 | Tour noire sur case noire b8 · Cavalier noir sur case blanche g8 · Roi noir sur case noire h8 · Pion noir sur case blanche b7 · Fou noir sur case noire e7 · Pion noir sur case blanche h7 · Pion noir sur case noire d6 · Tour noire sur case noire f6 · Pion noir sur case noire a5 · Pion noir sur case noire c5 · Pion blanc sur case blanche d5 · Pion noir sur case noire e5 · Pion blanc sur case blanche c4 · Pion blanc sur case blanche e4 · Pion noir sur case noire f4 · Pion blanc sur case blanche f3 · Dame noire sur case blanche h3 · Pion blanc sur case blanche a2 · Pion blanc sur case noire b2 · Dame blanche sur case noire d2 · Cavalier blanc sur case blanche e2 · Fou blanc sur case noire f2 · Tour blanche sur case blanche g2 · Roi blanc sur case noire h2 · Tour blanche sur case blanche f1 | Tour noire sur case noire b8 · Cavalier noir sur case blanche g8 · Roi noir sur case noire h8 · Pion noir sur case blanche b7 · Fou noir sur case noire e7 · Pion noir sur case blanche h7 · Pion noir sur case noire d6 · Tour noire sur case noire f6 · Pion noir sur case noire a5 · Pion noir sur case noire c5 · Pion blanc sur case blanche d5 · Pion noir sur case noire e5 · Pion blanc sur case blanche c4 · Pion blanc sur case blanche e4 · Pion noir sur case noire f4 · Pion blanc sur case blanche f3 · Dame noire sur case blanche h3 · Pion blanc sur case blanche a2 · Pion blanc sur case noire b2 · Dame blanche sur case noire d2 · Cavalier blanc sur case blanche e2 · Fou blanc sur case noire f2 · Tour blanche sur case blanche g2 · Roi blanc sur case noire h2 · Tour blanche sur case blanche f1 | Tour noire sur case noire b8 · Cavalier noir sur case blanche g8 · Roi noir sur case noire h8 · Pion noir sur case blanche b7 · Fou noir sur case noire e7 · Pion noir sur case blanche h7 · Pion noir sur case noire d6 · Tour noire sur case noire f6 · Pion noir sur case noire a5 · Pion noir sur case noire c5 · Pion blanc sur case blanche d5 · Pion noir sur case noire e5 · Pion blanc sur case blanche c4 · Pion blanc sur case blanche e4 · Pion noir sur case noire f4 · Pion blanc sur case blanche f3 · Dame noire sur case blanche h3 · Pion blanc sur case blanche a2 · Pion blanc sur case noire b2 · Dame blanche sur case noire d2 · Cavalier blanc sur case blanche e2 · Fou blanc sur case noire f2 · Tour blanche sur case blanche g2 · Roi blanc sur case noire h2 · Tour blanche sur case blanche f1 | Tour noire sur case noire b8 · Cavalier noir sur case blanche g8 · Roi noir sur case noire h8 · Pion noir sur case blanche b7 · Fou noir sur case noire e7 · Pion noir sur case blanche h7 · Pion noir sur case noire d6 · Tour noire sur case noire f6 · Pion noir sur case noire a5 · Pion noir sur case noire c5 · Pion blanc sur case blanche d5 · Pion noir sur case noire e5 · Pion blanc sur case blanche c4 · Pion blanc sur case blanche e4 · Pion noir sur case noire f4 · Pion blanc sur case blanche f3 · Dame noire sur case blanche h3 · Pion blanc sur case blanche a2 · Pion blanc sur case noire b2 · Dame blanche sur case noire d2 · Cavalier blanc sur case blanche e2 · Fou blanc sur case noire f2 · Tour blanche sur case blanche g2 · Roi blanc sur case noire h2 · Tour blanche sur case blanche f1 | Tour noire sur case noire b8 · Cavalier noir sur case blanche g8 · Roi noir sur case noire h8 · Pion noir sur case blanche b7 · Fou noir sur case noire e7 · Pion noir sur case blanche h7 · Pion noir sur case noire d6 · Tour noire sur case noire f6 · Pion noir sur case noire a5 · Pion noir sur case noire c5 · Pion blanc sur case blanche d5 · Pion noir sur case noire e5 · Pion blanc sur case blanche c4 · Pion blanc sur case blanche e4 · Pion noir sur case noire f4 · Pion blanc sur case blanche f3 · Dame noire sur case blanche h3 · Pion blanc sur case blanche a2 · Pion blanc sur case noire b2 · Dame blanche sur case noire d2 · Cavalier blanc sur case blanche e2 · Fou blanc sur case noire f2 · Tour blanche sur case blanche g2 · Roi blanc sur case noire h2 · Tour blanche sur case blanche f1 | 8 |
| 7 | Tour noire sur case noire b8 · Cavalier noir sur case blanche g8 · Roi noir sur case noire h8 · Pion noir sur case blanche b7 · Fou noir sur case noire e7 · Pion noir sur case blanche h7 · Pion noir sur case noire d6 · Tour noire sur case noire f6 · Pion noir sur case noire a5 · Pion noir sur case noire c5 · Pion blanc sur case blanche d5 · Pion noir sur case noire e5 · Pion blanc sur case blanche c4 · Pion blanc sur case blanche e4 · Pion noir sur case noire f4 · Pion blanc sur case blanche f3 · Dame noire sur case blanche h3 · Pion blanc sur case blanche a2 · Pion blanc sur case noire b2 · Dame blanche sur case noire d2 · Cavalier blanc sur case blanche e2 · Fou blanc sur case noire f2 · Tour blanche sur case blanche g2 · Roi blanc sur case noire h2 · Tour blanche sur case blanche f1 | Tour noire sur case noire b8 · Cavalier noir sur case blanche g8 · Roi noir sur case noire h8 · Pion noir sur case blanche b7 · Fou noir sur case noire e7 · Pion noir sur case blanche h7 · Pion noir sur case noire d6 · Tour noire sur case noire f6 · Pion noir sur case noire a5 · Pion noir sur case noire c5 · Pion blanc sur case blanche d5 · Pion noir sur case noire e5 · Pion blanc sur case blanche c4 · Pion blanc sur case blanche e4 · Pion noir sur case noire f4 · Pion blanc sur case blanche f3 · Dame noire sur case blanche h3 · Pion blanc sur case blanche a2 · Pion blanc sur case noire b2 · Dame blanche sur case noire d2 · Cavalier blanc sur case blanche e2 · Fou blanc sur case noire f2 · Tour blanche sur case blanche g2 · Roi blanc sur case noire h2 · Tour blanche sur case blanche f1 | Tour noire sur case noire b8 · Cavalier noir sur case blanche g8 · Roi noir sur case noire h8 · Pion noir sur case blanche b7 · Fou noir sur case noire e7 · Pion noir sur case blanche h7 · Pion noir sur case noire d6 · Tour noire sur case noire f6 · Pion noir sur case noire a5 · Pion noir sur case noire c5 · Pion blanc sur case blanche d5 · Pion noir sur case noire e5 · Pion blanc sur case blanche c4 · Pion blanc sur case blanche e4 · Pion noir sur case noire f4 · Pion blanc sur case blanche f3 · Dame noire sur case blanche h3 · Pion blanc sur case blanche a2 · Pion blanc sur case noire b2 · Dame blanche sur case noire d2 · Cavalier blanc sur case blanche e2 · Fou blanc sur case noire f2 · Tour blanche sur case blanche g2 · Roi blanc sur case noire h2 · Tour blanche sur case blanche f1 | Tour noire sur case noire b8 · Cavalier noir sur case blanche g8 · Roi noir sur case noire h8 · Pion noir sur case blanche b7 · Fou noir sur case noire e7 · Pion noir sur case blanche h7 · Pion noir sur case noire d6 · Tour noire sur case noire f6 · Pion noir sur case noire a5 · Pion noir sur case noire c5 · Pion blanc sur case blanche d5 · Pion noir sur case noire e5 · Pion blanc sur case blanche c4 · Pion blanc sur case blanche e4 · Pion noir sur case noire f4 · Pion blanc sur case blanche f3 · Dame noire sur case blanche h3 · Pion blanc sur case blanche a2 · Pion blanc sur case noire b2 · Dame blanche sur case noire d2 · Cavalier blanc sur case blanche e2 · Fou blanc sur case noire f2 · Tour blanche sur case blanche g2 · Roi blanc sur case noire h2 · Tour blanche sur case blanche f1 | Tour noire sur case noire b8 · Cavalier noir sur case blanche g8 · Roi noir sur case noire h8 · Pion noir sur case blanche b7 · Fou noir sur case noire e7 · Pion noir sur case blanche h7 · Pion noir sur case noire d6 · Tour noire sur case noire f6 · Pion noir sur case noire a5 · Pion noir sur case noire c5 · Pion blanc sur case blanche d5 · Pion noir sur case noire e5 · Pion blanc sur case blanche c4 · Pion blanc sur case blanche e4 · Pion noir sur case noire f4 · Pion blanc sur case blanche f3 · Dame noire sur case blanche h3 · Pion blanc sur case blanche a2 · Pion blanc sur case noire b2 · Dame blanche sur case noire d2 · Cavalier blanc sur case blanche e2 · Fou blanc sur case noire f2 · Tour blanche sur case blanche g2 · Roi blanc sur case noire h2 · Tour blanche sur case blanche f1 | Tour noire sur case noire b8 · Cavalier noir sur case blanche g8 · Roi noir sur case noire h8 · Pion noir sur case blanche b7 · Fou noir sur case noire e7 · Pion noir sur case blanche h7 · Pion noir sur case noire d6 · Tour noire sur case noire f6 · Pion noir sur case noire a5 · Pion noir sur case noire c5 · Pion blanc sur case blanche d5 · Pion noir sur case noire e5 · Pion blanc sur case blanche c4 · Pion blanc sur case blanche e4 · Pion noir sur case noire f4 · Pion blanc sur case blanche f3 · Dame noire sur case blanche h3 · Pion blanc sur case blanche a2 · Pion blanc sur case noire b2 · Dame blanche sur case noire d2 · Cavalier blanc sur case blanche e2 · Fou blanc sur case noire f2 · Tour blanche sur case blanche g2 · Roi blanc sur case noire h2 · Tour blanche sur case blanche f1 | Tour noire sur case noire b8 · Cavalier noir sur case blanche g8 · Roi noir sur case noire h8 · Pion noir sur case blanche b7 · Fou noir sur case noire e7 · Pion noir sur case blanche h7 · Pion noir sur case noire d6 · Tour noire sur case noire f6 · Pion noir sur case noire a5 · Pion noir sur case noire c5 · Pion blanc sur case blanche d5 · Pion noir sur case noire e5 · Pion blanc sur case blanche c4 · Pion blanc sur case blanche e4 · Pion noir sur case noire f4 · Pion blanc sur case blanche f3 · Dame noire sur case blanche h3 · Pion blanc sur case blanche a2 · Pion blanc sur case noire b2 · Dame blanche sur case noire d2 · Cavalier blanc sur case blanche e2 · Fou blanc sur case noire f2 · Tour blanche sur case blanche g2 · Roi blanc sur case noire h2 · Tour blanche sur case blanche f1 | Tour noire sur case noire b8 · Cavalier noir sur case blanche g8 · Roi noir sur case noire h8 · Pion noir sur case blanche b7 · Fou noir sur case noire e7 · Pion noir sur case blanche h7 · Pion noir sur case noire d6 · Tour noire sur case noire f6 · Pion noir sur case noire a5 · Pion noir sur case noire c5 · Pion blanc sur case blanche d5 · Pion noir sur case noire e5 · Pion blanc sur case blanche c4 · Pion blanc sur case blanche e4 · Pion noir sur case noire f4 · Pion blanc sur case blanche f3 · Dame noire sur case blanche h3 · Pion blanc sur case blanche a2 · Pion blanc sur case noire b2 · Dame blanche sur case noire d2 · Cavalier blanc sur case blanche e2 · Fou blanc sur case noire f2 · Tour blanche sur case blanche g2 · Roi blanc sur case noire h2 · Tour blanche sur case blanche f1 | 7 |
| 6 | Tour noire sur case noire b8 · Cavalier noir sur case blanche g8 · Roi noir sur case noire h8 · Pion noir sur case blanche b7 · Fou noir sur case noire e7 · Pion noir sur case blanche h7 · Pion noir sur case noire d6 · Tour noire sur case noire f6 · Pion noir sur case noire a5 · Pion noir sur case noire c5 · Pion blanc sur case blanche d5 · Pion noir sur case noire e5 · Pion blanc sur case blanche c4 · Pion blanc sur case blanche e4 · Pion noir sur case noire f4 · Pion blanc sur case blanche f3 · Dame noire sur case blanche h3 · Pion blanc sur case blanche a2 · Pion blanc sur case noire b2 · Dame blanche sur case noire d2 · Cavalier blanc sur case blanche e2 · Fou blanc sur case noire f2 · Tour blanche sur case blanche g2 · Roi blanc sur case noire h2 · Tour blanche sur case blanche f1 | Tour noire sur case noire b8 · Cavalier noir sur case blanche g8 · Roi noir sur case noire h8 · Pion noir sur case blanche b7 · Fou noir sur case noire e7 · Pion noir sur case blanche h7 · Pion noir sur case noire d6 · Tour noire sur case noire f6 · Pion noir sur case noire a5 · Pion noir sur case noire c5 · Pion blanc sur case blanche d5 · Pion noir sur case noire e5 · Pion blanc sur case blanche c4 · Pion blanc sur case blanche e4 · Pion noir sur case noire f4 · Pion blanc sur case blanche f3 · Dame noire sur case blanche h3 · Pion blanc sur case blanche a2 · Pion blanc sur case noire b2 · Dame blanche sur case noire d2 · Cavalier blanc sur case blanche e2 · Fou blanc sur case noire f2 · Tour blanche sur case blanche g2 · Roi blanc sur case noire h2 · Tour blanche sur case blanche f1 | Tour noire sur case noire b8 · Cavalier noir sur case blanche g8 · Roi noir sur case noire h8 · Pion noir sur case blanche b7 · Fou noir sur case noire e7 · Pion noir sur case blanche h7 · Pion noir sur case noire d6 · Tour noire sur case noire f6 · Pion noir sur case noire a5 · Pion noir sur case noire c5 · Pion blanc sur case blanche d5 · Pion noir sur case noire e5 · Pion blanc sur case blanche c4 · Pion blanc sur case blanche e4 · Pion noir sur case noire f4 · Pion blanc sur case blanche f3 · Dame noire sur case blanche h3 · Pion blanc sur case blanche a2 · Pion blanc sur case noire b2 · Dame blanche sur case noire d2 · Cavalier blanc sur case blanche e2 · Fou blanc sur case noire f2 · Tour blanche sur case blanche g2 · Roi blanc sur case noire h2 · Tour blanche sur case blanche f1 | Tour noire sur case noire b8 · Cavalier noir sur case blanche g8 · Roi noir sur case noire h8 · Pion noir sur case blanche b7 · Fou noir sur case noire e7 · Pion noir sur case blanche h7 · Pion noir sur case noire d6 · Tour noire sur case noire f6 · Pion noir sur case noire a5 · Pion noir sur case noire c5 · Pion blanc sur case blanche d5 · Pion noir sur case noire e5 · Pion blanc sur case blanche c4 · Pion blanc sur case blanche e4 · Pion noir sur case noire f4 · Pion blanc sur case blanche f3 · Dame noire sur case blanche h3 · Pion blanc sur case blanche a2 · Pion blanc sur case noire b2 · Dame blanche sur case noire d2 · Cavalier blanc sur case blanche e2 · Fou blanc sur case noire f2 · Tour blanche sur case blanche g2 · Roi blanc sur case noire h2 · Tour blanche sur case blanche f1 | Tour noire sur case noire b8 · Cavalier noir sur case blanche g8 · Roi noir sur case noire h8 · Pion noir sur case blanche b7 · Fou noir sur case noire e7 · Pion noir sur case blanche h7 · Pion noir sur case noire d6 · Tour noire sur case noire f6 · Pion noir sur case noire a5 · Pion noir sur case noire c5 · Pion blanc sur case blanche d5 · Pion noir sur case noire e5 · Pion blanc sur case blanche c4 · Pion blanc sur case blanche e4 · Pion noir sur case noire f4 · Pion blanc sur case blanche f3 · Dame noire sur case blanche h3 · Pion blanc sur case blanche a2 · Pion blanc sur case noire b2 · Dame blanche sur case noire d2 · Cavalier blanc sur case blanche e2 · Fou blanc sur case noire f2 · Tour blanche sur case blanche g2 · Roi blanc sur case noire h2 · Tour blanche sur case blanche f1 | Tour noire sur case noire b8 · Cavalier noir sur case blanche g8 · Roi noir sur case noire h8 · Pion noir sur case blanche b7 · Fou noir sur case noire e7 · Pion noir sur case blanche h7 · Pion noir sur case noire d6 · Tour noire sur case noire f6 · Pion noir sur case noire a5 · Pion noir sur case noire c5 · Pion blanc sur case blanche d5 · Pion noir sur case noire e5 · Pion blanc sur case blanche c4 · Pion blanc sur case blanche e4 · Pion noir sur case noire f4 · Pion blanc sur case blanche f3 · Dame noire sur case blanche h3 · Pion blanc sur case blanche a2 · Pion blanc sur case noire b2 · Dame blanche sur case noire d2 · Cavalier blanc sur case blanche e2 · Fou blanc sur case noire f2 · Tour blanche sur case blanche g2 · Roi blanc sur case noire h2 · Tour blanche sur case blanche f1 | Tour noire sur case noire b8 · Cavalier noir sur case blanche g8 · Roi noir sur case noire h8 · Pion noir sur case blanche b7 · Fou noir sur case noire e7 · Pion noir sur case blanche h7 · Pion noir sur case noire d6 · Tour noire sur case noire f6 · Pion noir sur case noire a5 · Pion noir sur case noire c5 · Pion blanc sur case blanche d5 · Pion noir sur case noire e5 · Pion blanc sur case blanche c4 · Pion blanc sur case blanche e4 · Pion noir sur case noire f4 · Pion blanc sur case blanche f3 · Dame noire sur case blanche h3 · Pion blanc sur case blanche a2 · Pion blanc sur case noire b2 · Dame blanche sur case noire d2 · Cavalier blanc sur case blanche e2 · Fou blanc sur case noire f2 · Tour blanche sur case blanche g2 · Roi blanc sur case noire h2 · Tour blanche sur case blanche f1 | Tour noire sur case noire b8 · Cavalier noir sur case blanche g8 · Roi noir sur case noire h8 · Pion noir sur case blanche b7 · Fou noir sur case noire e7 · Pion noir sur case blanche h7 · Pion noir sur case noire d6 · Tour noire sur case noire f6 · Pion noir sur case noire a5 · Pion noir sur case noire c5 · Pion blanc sur case blanche d5 · Pion noir sur case noire e5 · Pion blanc sur case blanche c4 · Pion blanc sur case blanche e4 · Pion noir sur case noire f4 · Pion blanc sur case blanche f3 · Dame noire sur case blanche h3 · Pion blanc sur case blanche a2 · Pion blanc sur case noire b2 · Dame blanche sur case noire d2 · Cavalier blanc sur case blanche e2 · Fou blanc sur case noire f2 · Tour blanche sur case blanche g2 · Roi blanc sur case noire h2 · Tour blanche sur case blanche f1 | 6 |
| 5 | Tour noire sur case noire b8 · Cavalier noir sur case blanche g8 · Roi noir sur case noire h8 · Pion noir sur case blanche b7 · Fou noir sur case noire e7 · Pion noir sur case blanche h7 · Pion noir sur case noire d6 · Tour noire sur case noire f6 · Pion noir sur case noire a5 · Pion noir sur case noire c5 · Pion blanc sur case blanche d5 · Pion noir sur case noire e5 · Pion blanc sur case blanche c4 · Pion blanc sur case blanche e4 · Pion noir sur case noire f4 · Pion blanc sur case blanche f3 · Dame noire sur case blanche h3 · Pion blanc sur case blanche a2 · Pion blanc sur case noire b2 · Dame blanche sur case noire d2 · Cavalier blanc sur case blanche e2 · Fou blanc sur case noire f2 · Tour blanche sur case blanche g2 · Roi blanc sur case noire h2 · Tour blanche sur case blanche f1 | Tour noire sur case noire b8 · Cavalier noir sur case blanche g8 · Roi noir sur case noire h8 · Pion noir sur case blanche b7 · Fou noir sur case noire e7 · Pion noir sur case blanche h7 · Pion noir sur case noire d6 · Tour noire sur case noire f6 · Pion noir sur case noire a5 · Pion noir sur case noire c5 · Pion blanc sur case blanche d5 · Pion noir sur case noire e5 · Pion blanc sur case blanche c4 · Pion blanc sur case blanche e4 · Pion noir sur case noire f4 · Pion blanc sur case blanche f3 · Dame noire sur case blanche h3 · Pion blanc sur case blanche a2 · Pion blanc sur case noire b2 · Dame blanche sur case noire d2 · Cavalier blanc sur case blanche e2 · Fou blanc sur case noire f2 · Tour blanche sur case blanche g2 · Roi blanc sur case noire h2 · Tour blanche sur case blanche f1 | Tour noire sur case noire b8 · Cavalier noir sur case blanche g8 · Roi noir sur case noire h8 · Pion noir sur case blanche b7 · Fou noir sur case noire e7 · Pion noir sur case blanche h7 · Pion noir sur case noire d6 · Tour noire sur case noire f6 · Pion noir sur case noire a5 · Pion noir sur case noire c5 · Pion blanc sur case blanche d5 · Pion noir sur case noire e5 · Pion blanc sur case blanche c4 · Pion blanc sur case blanche e4 · Pion noir sur case noire f4 · Pion blanc sur case blanche f3 · Dame noire sur case blanche h3 · Pion blanc sur case blanche a2 · Pion blanc sur case noire b2 · Dame blanche sur case noire d2 · Cavalier blanc sur case blanche e2 · Fou blanc sur case noire f2 · Tour blanche sur case blanche g2 · Roi blanc sur case noire h2 · Tour blanche sur case blanche f1 | Tour noire sur case noire b8 · Cavalier noir sur case blanche g8 · Roi noir sur case noire h8 · Pion noir sur case blanche b7 · Fou noir sur case noire e7 · Pion noir sur case blanche h7 · Pion noir sur case noire d6 · Tour noire sur case noire f6 · Pion noir sur case noire a5 · Pion noir sur case noire c5 · Pion blanc sur case blanche d5 · Pion noir sur case noire e5 · Pion blanc sur case blanche c4 · Pion blanc sur case blanche e4 · Pion noir sur case noire f4 · Pion blanc sur case blanche f3 · Dame noire sur case blanche h3 · Pion blanc sur case blanche a2 · Pion blanc sur case noire b2 · Dame blanche sur case noire d2 · Cavalier blanc sur case blanche e2 · Fou blanc sur case noire f2 · Tour blanche sur case blanche g2 · Roi blanc sur case noire h2 · Tour blanche sur case blanche f1 | Tour noire sur case noire b8 · Cavalier noir sur case blanche g8 · Roi noir sur case noire h8 · Pion noir sur case blanche b7 · Fou noir sur case noire e7 · Pion noir sur case blanche h7 · Pion noir sur case noire d6 · Tour noire sur case noire f6 · Pion noir sur case noire a5 · Pion noir sur case noire c5 · Pion blanc sur case blanche d5 · Pion noir sur case noire e5 · Pion blanc sur case blanche c4 · Pion blanc sur case blanche e4 · Pion noir sur case noire f4 · Pion blanc sur case blanche f3 · Dame noire sur case blanche h3 · Pion blanc sur case blanche a2 · Pion blanc sur case noire b2 · Dame blanche sur case noire d2 · Cavalier blanc sur case blanche e2 · Fou blanc sur case noire f2 · Tour blanche sur case blanche g2 · Roi blanc sur case noire h2 · Tour blanche sur case blanche f1 | Tour noire sur case noire b8 · Cavalier noir sur case blanche g8 · Roi noir sur case noire h8 · Pion noir sur case blanche b7 · Fou noir sur case noire e7 · Pion noir sur case blanche h7 · Pion noir sur case noire d6 · Tour noire sur case noire f6 · Pion noir sur case noire a5 · Pion noir sur case noire c5 · Pion blanc sur case blanche d5 · Pion noir sur case noire e5 · Pion blanc sur case blanche c4 · Pion blanc sur case blanche e4 · Pion noir sur case noire f4 · Pion blanc sur case blanche f3 · Dame noire sur case blanche h3 · Pion blanc sur case blanche a2 · Pion blanc sur case noire b2 · Dame blanche sur case noire d2 · Cavalier blanc sur case blanche e2 · Fou blanc sur case noire f2 · Tour blanche sur case blanche g2 · Roi blanc sur case noire h2 · Tour blanche sur case blanche f1 | Tour noire sur case noire b8 · Cavalier noir sur case blanche g8 · Roi noir sur case noire h8 · Pion noir sur case blanche b7 · Fou noir sur case noire e7 · Pion noir sur case blanche h7 · Pion noir sur case noire d6 · Tour noire sur case noire f6 · Pion noir sur case noire a5 · Pion noir sur case noire c5 · Pion blanc sur case blanche d5 · Pion noir sur case noire e5 · Pion blanc sur case blanche c4 · Pion blanc sur case blanche e4 · Pion noir sur case noire f4 · Pion blanc sur case blanche f3 · Dame noire sur case blanche h3 · Pion blanc sur case blanche a2 · Pion blanc sur case noire b2 · Dame blanche sur case noire d2 · Cavalier blanc sur case blanche e2 · Fou blanc sur case noire f2 · Tour blanche sur case blanche g2 · Roi blanc sur case noire h2 · Tour blanche sur case blanche f1 | Tour noire sur case noire b8 · Cavalier noir sur case blanche g8 · Roi noir sur case noire h8 · Pion noir sur case blanche b7 · Fou noir sur case noire e7 · Pion noir sur case blanche h7 · Pion noir sur case noire d6 · Tour noire sur case noire f6 · Pion noir sur case noire a5 · Pion noir sur case noire c5 · Pion blanc sur case blanche d5 · Pion noir sur case noire e5 · Pion blanc sur case blanche c4 · Pion blanc sur case blanche e4 · Pion noir sur case noire f4 · Pion blanc sur case blanche f3 · Dame noire sur case blanche h3 · Pion blanc sur case blanche a2 · Pion blanc sur case noire b2 · Dame blanche sur case noire d2 · Cavalier blanc sur case blanche e2 · Fou blanc sur case noire f2 · Tour blanche sur case blanche g2 · Roi blanc sur case noire h2 · Tour blanche sur case blanche f1 | 5 |
| 4 | Tour noire sur case noire b8 · Cavalier noir sur case blanche g8 · Roi noir sur case noire h8 · Pion noir sur case blanche b7 · Fou noir sur case noire e7 · Pion noir sur case blanche h7 · Pion noir sur case noire d6 · Tour noire sur case noire f6 · Pion noir sur case noire a5 · Pion noir sur case noire c5 · Pion blanc sur case blanche d5 · Pion noir sur case noire e5 · Pion blanc sur case blanche c4 · Pion blanc sur case blanche e4 · Pion noir sur case noire f4 · Pion blanc sur case blanche f3 · Dame noire sur case blanche h3 · Pion blanc sur case blanche a2 · Pion blanc sur case noire b2 · Dame blanche sur case noire d2 · Cavalier blanc sur case blanche e2 · Fou blanc sur case noire f2 · Tour blanche sur case blanche g2 · Roi blanc sur case noire h2 · Tour blanche sur case blanche f1 | Tour noire sur case noire b8 · Cavalier noir sur case blanche g8 · Roi noir sur case noire h8 · Pion noir sur case blanche b7 · Fou noir sur case noire e7 · Pion noir sur case blanche h7 · Pion noir sur case noire d6 · Tour noire sur case noire f6 · Pion noir sur case noire a5 · Pion noir sur case noire c5 · Pion blanc sur case blanche d5 · Pion noir sur case noire e5 · Pion blanc sur case blanche c4 · Pion blanc sur case blanche e4 · Pion noir sur case noire f4 · Pion blanc sur case blanche f3 · Dame noire sur case blanche h3 · Pion blanc sur case blanche a2 · Pion blanc sur case noire b2 · Dame blanche sur case noire d2 · Cavalier blanc sur case blanche e2 · Fou blanc sur case noire f2 · Tour blanche sur case blanche g2 · Roi blanc sur case noire h2 · Tour blanche sur case blanche f1 | Tour noire sur case noire b8 · Cavalier noir sur case blanche g8 · Roi noir sur case noire h8 · Pion noir sur case blanche b7 · Fou noir sur case noire e7 · Pion noir sur case blanche h7 · Pion noir sur case noire d6 · Tour noire sur case noire f6 · Pion noir sur case noire a5 · Pion noir sur case noire c5 · Pion blanc sur case blanche d5 · Pion noir sur case noire e5 · Pion blanc sur case blanche c4 · Pion blanc sur case blanche e4 · Pion noir sur case noire f4 · Pion blanc sur case blanche f3 · Dame noire sur case blanche h3 · Pion blanc sur case blanche a2 · Pion blanc sur case noire b2 · Dame blanche sur case noire d2 · Cavalier blanc sur case blanche e2 · Fou blanc sur case noire f2 · Tour blanche sur case blanche g2 · Roi blanc sur case noire h2 · Tour blanche sur case blanche f1 | Tour noire sur case noire b8 · Cavalier noir sur case blanche g8 · Roi noir sur case noire h8 · Pion noir sur case blanche b7 · Fou noir sur case noire e7 · Pion noir sur case blanche h7 · Pion noir sur case noire d6 · Tour noire sur case noire f6 · Pion noir sur case noire a5 · Pion noir sur case noire c5 · Pion blanc sur case blanche d5 · Pion noir sur case noire e5 · Pion blanc sur case blanche c4 · Pion blanc sur case blanche e4 · Pion noir sur case noire f4 · Pion blanc sur case blanche f3 · Dame noire sur case blanche h3 · Pion blanc sur case blanche a2 · Pion blanc sur case noire b2 · Dame blanche sur case noire d2 · Cavalier blanc sur case blanche e2 · Fou blanc sur case noire f2 · Tour blanche sur case blanche g2 · Roi blanc sur case noire h2 · Tour blanche sur case blanche f1 | Tour noire sur case noire b8 · Cavalier noir sur case blanche g8 · Roi noir sur case noire h8 · Pion noir sur case blanche b7 · Fou noir sur case noire e7 · Pion noir sur case blanche h7 · Pion noir sur case noire d6 · Tour noire sur case noire f6 · Pion noir sur case noire a5 · Pion noir sur case noire c5 · Pion blanc sur case blanche d5 · Pion noir sur case noire e5 · Pion blanc sur case blanche c4 · Pion blanc sur case blanche e4 · Pion noir sur case noire f4 · Pion blanc sur case blanche f3 · Dame noire sur case blanche h3 · Pion blanc sur case blanche a2 · Pion blanc sur case noire b2 · Dame blanche sur case noire d2 · Cavalier blanc sur case blanche e2 · Fou blanc sur case noire f2 · Tour blanche sur case blanche g2 · Roi blanc sur case noire h2 · Tour blanche sur case blanche f1 | Tour noire sur case noire b8 · Cavalier noir sur case blanche g8 · Roi noir sur case noire h8 · Pion noir sur case blanche b7 · Fou noir sur case noire e7 · Pion noir sur case blanche h7 · Pion noir sur case noire d6 · Tour noire sur case noire f6 · Pion noir sur case noire a5 · Pion noir sur case noire c5 · Pion blanc sur case blanche d5 · Pion noir sur case noire e5 · Pion blanc sur case blanche c4 · Pion blanc sur case blanche e4 · Pion noir sur case noire f4 · Pion blanc sur case blanche f3 · Dame noire sur case blanche h3 · Pion blanc sur case blanche a2 · Pion blanc sur case noire b2 · Dame blanche sur case noire d2 · Cavalier blanc sur case blanche e2 · Fou blanc sur case noire f2 · Tour blanche sur case blanche g2 · Roi blanc sur case noire h2 · Tour blanche sur case blanche f1 | Tour noire sur case noire b8 · Cavalier noir sur case blanche g8 · Roi noir sur case noire h8 · Pion noir sur case blanche b7 · Fou noir sur case noire e7 · Pion noir sur case blanche h7 · Pion noir sur case noire d6 · Tour noire sur case noire f6 · Pion noir sur case noire a5 · Pion noir sur case noire c5 · Pion blanc sur case blanche d5 · Pion noir sur case noire e5 · Pion blanc sur case blanche c4 · Pion blanc sur case blanche e4 · Pion noir sur case noire f4 · Pion blanc sur case blanche f3 · Dame noire sur case blanche h3 · Pion blanc sur case blanche a2 · Pion blanc sur case noire b2 · Dame blanche sur case noire d2 · Cavalier blanc sur case blanche e2 · Fou blanc sur case noire f2 · Tour blanche sur case blanche g2 · Roi blanc sur case noire h2 · Tour blanche sur case blanche f1 | Tour noire sur case noire b8 · Cavalier noir sur case blanche g8 · Roi noir sur case noire h8 · Pion noir sur case blanche b7 · Fou noir sur case noire e7 · Pion noir sur case blanche h7 · Pion noir sur case noire d6 · Tour noire sur case noire f6 · Pion noir sur case noire a5 · Pion noir sur case noire c5 · Pion blanc sur case blanche d5 · Pion noir sur case noire e5 · Pion blanc sur case blanche c4 · Pion blanc sur case blanche e4 · Pion noir sur case noire f4 · Pion blanc sur case blanche f3 · Dame noire sur case blanche h3 · Pion blanc sur case blanche a2 · Pion blanc sur case noire b2 · Dame blanche sur case noire d2 · Cavalier blanc sur case blanche e2 · Fou blanc sur case noire f2 · Tour blanche sur case blanche g2 · Roi blanc sur case noire h2 · Tour blanche sur case blanche f1 | 4 |
| 3 | Tour noire sur case noire b8 · Cavalier noir sur case blanche g8 · Roi noir sur case noire h8 · Pion noir sur case blanche b7 · Fou noir sur case noire e7 · Pion noir sur case blanche h7 · Pion noir sur case noire d6 · Tour noire sur case noire f6 · Pion noir sur case noire a5 · Pion noir sur case noire c5 · Pion blanc sur case blanche d5 · Pion noir sur case noire e5 · Pion blanc sur case blanche c4 · Pion blanc sur case blanche e4 · Pion noir sur case noire f4 · Pion blanc sur case blanche f3 · Dame noire sur case blanche h3 · Pion blanc sur case blanche a2 · Pion blanc sur case noire b2 · Dame blanche sur case noire d2 · Cavalier blanc sur case blanche e2 · Fou blanc sur case noire f2 · Tour blanche sur case blanche g2 · Roi blanc sur case noire h2 · Tour blanche sur case blanche f1 | Tour noire sur case noire b8 · Cavalier noir sur case blanche g8 · Roi noir sur case noire h8 · Pion noir sur case blanche b7 · Fou noir sur case noire e7 · Pion noir sur case blanche h7 · Pion noir sur case noire d6 · Tour noire sur case noire f6 · Pion noir sur case noire a5 · Pion noir sur case noire c5 · Pion blanc sur case blanche d5 · Pion noir sur case noire e5 · Pion blanc sur case blanche c4 · Pion blanc sur case blanche e4 · Pion noir sur case noire f4 · Pion blanc sur case blanche f3 · Dame noire sur case blanche h3 · Pion blanc sur case blanche a2 · Pion blanc sur case noire b2 · Dame blanche sur case noire d2 · Cavalier blanc sur case blanche e2 · Fou blanc sur case noire f2 · Tour blanche sur case blanche g2 · Roi blanc sur case noire h2 · Tour blanche sur case blanche f1 | Tour noire sur case noire b8 · Cavalier noir sur case blanche g8 · Roi noir sur case noire h8 · Pion noir sur case blanche b7 · Fou noir sur case noire e7 · Pion noir sur case blanche h7 · Pion noir sur case noire d6 · Tour noire sur case noire f6 · Pion noir sur case noire a5 · Pion noir sur case noire c5 · Pion blanc sur case blanche d5 · Pion noir sur case noire e5 · Pion blanc sur case blanche c4 · Pion blanc sur case blanche e4 · Pion noir sur case noire f4 · Pion blanc sur case blanche f3 · Dame noire sur case blanche h3 · Pion blanc sur case blanche a2 · Pion blanc sur case noire b2 · Dame blanche sur case noire d2 · Cavalier blanc sur case blanche e2 · Fou blanc sur case noire f2 · Tour blanche sur case blanche g2 · Roi blanc sur case noire h2 · Tour blanche sur case blanche f1 | Tour noire sur case noire b8 · Cavalier noir sur case blanche g8 · Roi noir sur case noire h8 · Pion noir sur case blanche b7 · Fou noir sur case noire e7 · Pion noir sur case blanche h7 · Pion noir sur case noire d6 · Tour noire sur case noire f6 · Pion noir sur case noire a5 · Pion noir sur case noire c5 · Pion blanc sur case blanche d5 · Pion noir sur case noire e5 · Pion blanc sur case blanche c4 · Pion blanc sur case blanche e4 · Pion noir sur case noire f4 · Pion blanc sur case blanche f3 · Dame noire sur case blanche h3 · Pion blanc sur case blanche a2 · Pion blanc sur case noire b2 · Dame blanche sur case noire d2 · Cavalier blanc sur case blanche e2 · Fou blanc sur case noire f2 · Tour blanche sur case blanche g2 · Roi blanc sur case noire h2 · Tour blanche sur case blanche f1 | Tour noire sur case noire b8 · Cavalier noir sur case blanche g8 · Roi noir sur case noire h8 · Pion noir sur case blanche b7 · Fou noir sur case noire e7 · Pion noir sur case blanche h7 · Pion noir sur case noire d6 · Tour noire sur case noire f6 · Pion noir sur case noire a5 · Pion noir sur case noire c5 · Pion blanc sur case blanche d5 · Pion noir sur case noire e5 · Pion blanc sur case blanche c4 · Pion blanc sur case blanche e4 · Pion noir sur case noire f4 · Pion blanc sur case blanche f3 · Dame noire sur case blanche h3 · Pion blanc sur case blanche a2 · Pion blanc sur case noire b2 · Dame blanche sur case noire d2 · Cavalier blanc sur case blanche e2 · Fou blanc sur case noire f2 · Tour blanche sur case blanche g2 · Roi blanc sur case noire h2 · Tour blanche sur case blanche f1 | Tour noire sur case noire b8 · Cavalier noir sur case blanche g8 · Roi noir sur case noire h8 · Pion noir sur case blanche b7 · Fou noir sur case noire e7 · Pion noir sur case blanche h7 · Pion noir sur case noire d6 · Tour noire sur case noire f6 · Pion noir sur case noire a5 · Pion noir sur case noire c5 · Pion blanc sur case blanche d5 · Pion noir sur case noire e5 · Pion blanc sur case blanche c4 · Pion blanc sur case blanche e4 · Pion noir sur case noire f4 · Pion blanc sur case blanche f3 · Dame noire sur case blanche h3 · Pion blanc sur case blanche a2 · Pion blanc sur case noire b2 · Dame blanche sur case noire d2 · Cavalier blanc sur case blanche e2 · Fou blanc sur case noire f2 · Tour blanche sur case blanche g2 · Roi blanc sur case noire h2 · Tour blanche sur case blanche f1 | Tour noire sur case noire b8 · Cavalier noir sur case blanche g8 · Roi noir sur case noire h8 · Pion noir sur case blanche b7 · Fou noir sur case noire e7 · Pion noir sur case blanche h7 · Pion noir sur case noire d6 · Tour noire sur case noire f6 · Pion noir sur case noire a5 · Pion noir sur case noire c5 · Pion blanc sur case blanche d5 · Pion noir sur case noire e5 · Pion blanc sur case blanche c4 · Pion blanc sur case blanche e4 · Pion noir sur case noire f4 · Pion blanc sur case blanche f3 · Dame noire sur case blanche h3 · Pion blanc sur case blanche a2 · Pion blanc sur case noire b2 · Dame blanche sur case noire d2 · Cavalier blanc sur case blanche e2 · Fou blanc sur case noire f2 · Tour blanche sur case blanche g2 · Roi blanc sur case noire h2 · Tour blanche sur case blanche f1 | Tour noire sur case noire b8 · Cavalier noir sur case blanche g8 · Roi noir sur case noire h8 · Pion noir sur case blanche b7 · Fou noir sur case noire e7 · Pion noir sur case blanche h7 · Pion noir sur case noire d6 · Tour noire sur case noire f6 · Pion noir sur case noire a5 · Pion noir sur case noire c5 · Pion blanc sur case blanche d5 · Pion noir sur case noire e5 · Pion blanc sur case blanche c4 · Pion blanc sur case blanche e4 · Pion noir sur case noire f4 · Pion blanc sur case blanche f3 · Dame noire sur case blanche h3 · Pion blanc sur case blanche a2 · Pion blanc sur case noire b2 · Dame blanche sur case noire d2 · Cavalier blanc sur case blanche e2 · Fou blanc sur case noire f2 · Tour blanche sur case blanche g2 · Roi blanc sur case noire h2 · Tour blanche sur case blanche f1 | 3 |
| 2 | Tour noire sur case noire b8 · Cavalier noir sur case blanche g8 · Roi noir sur case noire h8 · Pion noir sur case blanche b7 · Fou noir sur case noire e7 · Pion noir sur case blanche h7 · Pion noir sur case noire d6 · Tour noire sur case noire f6 · Pion noir sur case noire a5 · Pion noir sur case noire c5 · Pion blanc sur case blanche d5 · Pion noir sur case noire e5 · Pion blanc sur case blanche c4 · Pion blanc sur case blanche e4 · Pion noir sur case noire f4 · Pion blanc sur case blanche f3 · Dame noire sur case blanche h3 · Pion blanc sur case blanche a2 · Pion blanc sur case noire b2 · Dame blanche sur case noire d2 · Cavalier blanc sur case blanche e2 · Fou blanc sur case noire f2 · Tour blanche sur case blanche g2 · Roi blanc sur case noire h2 · Tour blanche sur case blanche f1 | Tour noire sur case noire b8 · Cavalier noir sur case blanche g8 · Roi noir sur case noire h8 · Pion noir sur case blanche b7 · Fou noir sur case noire e7 · Pion noir sur case blanche h7 · Pion noir sur case noire d6 · Tour noire sur case noire f6 · Pion noir sur case noire a5 · Pion noir sur case noire c5 · Pion blanc sur case blanche d5 · Pion noir sur case noire e5 · Pion blanc sur case blanche c4 · Pion blanc sur case blanche e4 · Pion noir sur case noire f4 · Pion blanc sur case blanche f3 · Dame noire sur case blanche h3 · Pion blanc sur case blanche a2 · Pion blanc sur case noire b2 · Dame blanche sur case noire d2 · Cavalier blanc sur case blanche e2 · Fou blanc sur case noire f2 · Tour blanche sur case blanche g2 · Roi blanc sur case noire h2 · Tour blanche sur case blanche f1 | Tour noire sur case noire b8 · Cavalier noir sur case blanche g8 · Roi noir sur case noire h8 · Pion noir sur case blanche b7 · Fou noir sur case noire e7 · Pion noir sur case blanche h7 · Pion noir sur case noire d6 · Tour noire sur case noire f6 · Pion noir sur case noire a5 · Pion noir sur case noire c5 · Pion blanc sur case blanche d5 · Pion noir sur case noire e5 · Pion blanc sur case blanche c4 · Pion blanc sur case blanche e4 · Pion noir sur case noire f4 · Pion blanc sur case blanche f3 · Dame noire sur case blanche h3 · Pion blanc sur case blanche a2 · Pion blanc sur case noire b2 · Dame blanche sur case noire d2 · Cavalier blanc sur case blanche e2 · Fou blanc sur case noire f2 · Tour blanche sur case blanche g2 · Roi blanc sur case noire h2 · Tour blanche sur case blanche f1 | Tour noire sur case noire b8 · Cavalier noir sur case blanche g8 · Roi noir sur case noire h8 · Pion noir sur case blanche b7 · Fou noir sur case noire e7 · Pion noir sur case blanche h7 · Pion noir sur case noire d6 · Tour noire sur case noire f6 · Pion noir sur case noire a5 · Pion noir sur case noire c5 · Pion blanc sur case blanche d5 · Pion noir sur case noire e5 · Pion blanc sur case blanche c4 · Pion blanc sur case blanche e4 · Pion noir sur case noire f4 · Pion blanc sur case blanche f3 · Dame noire sur case blanche h3 · Pion blanc sur case blanche a2 · Pion blanc sur case noire b2 · Dame blanche sur case noire d2 · Cavalier blanc sur case blanche e2 · Fou blanc sur case noire f2 · Tour blanche sur case blanche g2 · Roi blanc sur case noire h2 · Tour blanche sur case blanche f1 | Tour noire sur case noire b8 · Cavalier noir sur case blanche g8 · Roi noir sur case noire h8 · Pion noir sur case blanche b7 · Fou noir sur case noire e7 · Pion noir sur case blanche h7 · Pion noir sur case noire d6 · Tour noire sur case noire f6 · Pion noir sur case noire a5 · Pion noir sur case noire c5 · Pion blanc sur case blanche d5 · Pion noir sur case noire e5 · Pion blanc sur case blanche c4 · Pion blanc sur case blanche e4 · Pion noir sur case noire f4 · Pion blanc sur case blanche f3 · Dame noire sur case blanche h3 · Pion blanc sur case blanche a2 · Pion blanc sur case noire b2 · Dame blanche sur case noire d2 · Cavalier blanc sur case blanche e2 · Fou blanc sur case noire f2 · Tour blanche sur case blanche g2 · Roi blanc sur case noire h2 · Tour blanche sur case blanche f1 | Tour noire sur case noire b8 · Cavalier noir sur case blanche g8 · Roi noir sur case noire h8 · Pion noir sur case blanche b7 · Fou noir sur case noire e7 · Pion noir sur case blanche h7 · Pion noir sur case noire d6 · Tour noire sur case noire f6 · Pion noir sur case noire a5 · Pion noir sur case noire c5 · Pion blanc sur case blanche d5 · Pion noir sur case noire e5 · Pion blanc sur case blanche c4 · Pion blanc sur case blanche e4 · Pion noir sur case noire f4 · Pion blanc sur case blanche f3 · Dame noire sur case blanche h3 · Pion blanc sur case blanche a2 · Pion blanc sur case noire b2 · Dame blanche sur case noire d2 · Cavalier blanc sur case blanche e2 · Fou blanc sur case noire f2 · Tour blanche sur case blanche g2 · Roi blanc sur case noire h2 · Tour blanche sur case blanche f1 | Tour noire sur case noire b8 · Cavalier noir sur case blanche g8 · Roi noir sur case noire h8 · Pion noir sur case blanche b7 · Fou noir sur case noire e7 · Pion noir sur case blanche h7 · Pion noir sur case noire d6 · Tour noire sur case noire f6 · Pion noir sur case noire a5 · Pion noir sur case noire c5 · Pion blanc sur case blanche d5 · Pion noir sur case noire e5 · Pion blanc sur case blanche c4 · Pion blanc sur case blanche e4 · Pion noir sur case noire f4 · Pion blanc sur case blanche f3 · Dame noire sur case blanche h3 · Pion blanc sur case blanche a2 · Pion blanc sur case noire b2 · Dame blanche sur case noire d2 · Cavalier blanc sur case blanche e2 · Fou blanc sur case noire f2 · Tour blanche sur case blanche g2 · Roi blanc sur case noire h2 · Tour blanche sur case blanche f1 | Tour noire sur case noire b8 · Cavalier noir sur case blanche g8 · Roi noir sur case noire h8 · Pion noir sur case blanche b7 · Fou noir sur case noire e7 · Pion noir sur case blanche h7 · Pion noir sur case noire d6 · Tour noire sur case noire f6 · Pion noir sur case noire a5 · Pion noir sur case noire c5 · Pion blanc sur case blanche d5 · Pion noir sur case noire e5 · Pion blanc sur case blanche c4 · Pion blanc sur case blanche e4 · Pion noir sur case noire f4 · Pion blanc sur case blanche f3 · Dame noire sur case blanche h3 · Pion blanc sur case blanche a2 · Pion blanc sur case noire b2 · Dame blanche sur case noire d2 · Cavalier blanc sur case blanche e2 · Fou blanc sur case noire f2 · Tour blanche sur case blanche g2 · Roi blanc sur case noire h2 · Tour blanche sur case blanche f1 | 2 |
| 1 | Tour noire sur case noire b8 · Cavalier noir sur case blanche g8 · Roi noir sur case noire h8 · Pion noir sur case blanche b7 · Fou noir sur case noire e7 · Pion noir sur case blanche h7 · Pion noir sur case noire d6 · Tour noire sur case noire f6 · Pion noir sur case noire a5 · Pion noir sur case noire c5 · Pion blanc sur case blanche d5 · Pion noir sur case noire e5 · Pion blanc sur case blanche c4 · Pion blanc sur case blanche e4 · Pion noir sur case noire f4 · Pion blanc sur case blanche f3 · Dame noire sur case blanche h3 · Pion blanc sur case blanche a2 · Pion blanc sur case noire b2 · Dame blanche sur case noire d2 · Cavalier blanc sur case blanche e2 · Fou blanc sur case noire f2 · Tour blanche sur case blanche g2 · Roi blanc sur case noire h2 · Tour blanche sur case blanche f1 | Tour noire sur case noire b8 · Cavalier noir sur case blanche g8 · Roi noir sur case noire h8 · Pion noir sur case blanche b7 · Fou noir sur case noire e7 · Pion noir sur case blanche h7 · Pion noir sur case noire d6 · Tour noire sur case noire f6 · Pion noir sur case noire a5 · Pion noir sur case noire c5 · Pion blanc sur case blanche d5 · Pion noir sur case noire e5 · Pion blanc sur case blanche c4 · Pion blanc sur case blanche e4 · Pion noir sur case noire f4 · Pion blanc sur case blanche f3 · Dame noire sur case blanche h3 · Pion blanc sur case blanche a2 · Pion blanc sur case noire b2 · Dame blanche sur case noire d2 · Cavalier blanc sur case blanche e2 · Fou blanc sur case noire f2 · Tour blanche sur case blanche g2 · Roi blanc sur case noire h2 · Tour blanche sur case blanche f1 | Tour noire sur case noire b8 · Cavalier noir sur case blanche g8 · Roi noir sur case noire h8 · Pion noir sur case blanche b7 · Fou noir sur case noire e7 · Pion noir sur case blanche h7 · Pion noir sur case noire d6 · Tour noire sur case noire f6 · Pion noir sur case noire a5 · Pion noir sur case noire c5 · Pion blanc sur case blanche d5 · Pion noir sur case noire e5 · Pion blanc sur case blanche c4 · Pion blanc sur case blanche e4 · Pion noir sur case noire f4 · Pion blanc sur case blanche f3 · Dame noire sur case blanche h3 · Pion blanc sur case blanche a2 · Pion blanc sur case noire b2 · Dame blanche sur case noire d2 · Cavalier blanc sur case blanche e2 · Fou blanc sur case noire f2 · Tour blanche sur case blanche g2 · Roi blanc sur case noire h2 · Tour blanche sur case blanche f1 | Tour noire sur case noire b8 · Cavalier noir sur case blanche g8 · Roi noir sur case noire h8 · Pion noir sur case blanche b7 · Fou noir sur case noire e7 · Pion noir sur case blanche h7 · Pion noir sur case noire d6 · Tour noire sur case noire f6 · Pion noir sur case noire a5 · Pion noir sur case noire c5 · Pion blanc sur case blanche d5 · Pion noir sur case noire e5 · Pion blanc sur case blanche c4 · Pion blanc sur case blanche e4 · Pion noir sur case noire f4 · Pion blanc sur case blanche f3 · Dame noire sur case blanche h3 · Pion blanc sur case blanche a2 · Pion blanc sur case noire b2 · Dame blanche sur case noire d2 · Cavalier blanc sur case blanche e2 · Fou blanc sur case noire f2 · Tour blanche sur case blanche g2 · Roi blanc sur case noire h2 · Tour blanche sur case blanche f1 | Tour noire sur case noire b8 · Cavalier noir sur case blanche g8 · Roi noir sur case noire h8 · Pion noir sur case blanche b7 · Fou noir sur case noire e7 · Pion noir sur case blanche h7 · Pion noir sur case noire d6 · Tour noire sur case noire f6 · Pion noir sur case noire a5 · Pion noir sur case noire c5 · Pion blanc sur case blanche d5 · Pion noir sur case noire e5 · Pion blanc sur case blanche c4 · Pion blanc sur case blanche e4 · Pion noir sur case noire f4 · Pion blanc sur case blanche f3 · Dame noire sur case blanche h3 · Pion blanc sur case blanche a2 · Pion blanc sur case noire b2 · Dame blanche sur case noire d2 · Cavalier blanc sur case blanche e2 · Fou blanc sur case noire f2 · Tour blanche sur case blanche g2 · Roi blanc sur case noire h2 · Tour blanche sur case blanche f1 | Tour noire sur case noire b8 · Cavalier noir sur case blanche g8 · Roi noir sur case noire h8 · Pion noir sur case blanche b7 · Fou noir sur case noire e7 · Pion noir sur case blanche h7 · Pion noir sur case noire d6 · Tour noire sur case noire f6 · Pion noir sur case noire a5 · Pion noir sur case noire c5 · Pion blanc sur case blanche d5 · Pion noir sur case noire e5 · Pion blanc sur case blanche c4 · Pion blanc sur case blanche e4 · Pion noir sur case noire f4 · Pion blanc sur case blanche f3 · Dame noire sur case blanche h3 · Pion blanc sur case blanche a2 · Pion blanc sur case noire b2 · Dame blanche sur case noire d2 · Cavalier blanc sur case blanche e2 · Fou blanc sur case noire f2 · Tour blanche sur case blanche g2 · Roi blanc sur case noire h2 · Tour blanche sur case blanche f1 | Tour noire sur case noire b8 · Cavalier noir sur case blanche g8 · Roi noir sur case noire h8 · Pion noir sur case blanche b7 · Fou noir sur case noire e7 · Pion noir sur case blanche h7 · Pion noir sur case noire d6 · Tour noire sur case noire f6 · Pion noir sur case noire a5 · Pion noir sur case noire c5 · Pion blanc sur case blanche d5 · Pion noir sur case noire e5 · Pion blanc sur case blanche c4 · Pion blanc sur case blanche e4 · Pion noir sur case noire f4 · Pion blanc sur case blanche f3 · Dame noire sur case blanche h3 · Pion blanc sur case blanche a2 · Pion blanc sur case noire b2 · Dame blanche sur case noire d2 · Cavalier blanc sur case blanche e2 · Fou blanc sur case noire f2 · Tour blanche sur case blanche g2 · Roi blanc sur case noire h2 · Tour blanche sur case blanche f1 | Tour noire sur case noire b8 · Cavalier noir sur case blanche g8 · Roi noir sur case noire h8 · Pion noir sur case blanche b7 · Fou noir sur case noire e7 · Pion noir sur case blanche h7 · Pion noir sur case noire d6 · Tour noire sur case noire f6 · Pion noir sur case noire a5 · Pion noir sur case noire c5 · Pion blanc sur case blanche d5 · Pion noir sur case noire e5 · Pion blanc sur case blanche c4 · Pion blanc sur case blanche e4 · Pion noir sur case noire f4 · Pion blanc sur case blanche f3 · Dame noire sur case blanche h3 · Pion blanc sur case blanche a2 · Pion blanc sur case noire b2 · Dame blanche sur case noire d2 · Cavalier blanc sur case blanche e2 · Fou blanc sur case noire f2 · Tour blanche sur case blanche g2 · Roi blanc sur case noire h2 · Tour blanche sur case blanche f1 | 1 |
|   | a | b | c | d | e | f | g | h |   |

La partie de la quatorzième ronde entre Averbakh et Kotov a obtenu le prix de beauté du tournoi. Elle est très célèbre en raison du sacrifice de dame consenti par Kotov au 30e coup.
Youri Averbakh - Alexandre Kotov, défense vieille-indienne
1.d4 Cf6 2.c4 d6 3.Cf3 Cbd7 4.Cc3 e5 5.e4 Fe7 6.Fe2 O-O 7.O-O c6 8.Dc2 Te8 9.Td1 Ff8 10.Tb1 a5 11.d5 Cc5 12.Fe3 Dc7 13.h3 Fd7 14.Tbc1 g6 15.Cd2 Tab8 16.Cb3 Cxb3 17.Dxb3 c5 18.Rh2 Rh8 19.Dc2 Cg8 20.Fg4 Ch6 21.Fxd7 Dxd7 22.Dd2 Cg8 23.g4 f5 24.f3 Fe7 25.Tg1 Tf8 26.Tcf1 Tf7 27.gxf5 gxf5 28.Tg2 f4 29.Ff2 Tf6 30.Ce2 Dxh3+ 

(Voir diagramme de droite)

31.Rxh3 Th6+ 32.Rg4 Cf6+ 33.Rf5 Cd7 34.Tg5 Tf8+ 35.Rg4 Cf6+ 36.Rf5 Cg8+ 37.Rg4 Cf6+ 38.Rf5 Cxd5+ 39.Rg4 Cf6+ 40.Rf5 Cg8+ 41.Rg4 Cf6+ 42.Rf5 Cg8+ 43.Rg4 Fxg5 44.Rxg5 Tf7 45.Fh4 Tg6+ 46.Rh5 Tfg7 47.Fg5 Txg5+ 48.Rh4 Cf6 49.Cg3 Txg3 50.Dxd6 T3g6 51.Db8+ Tg8 0-1

## Le livre de Bronstein
L'Art du combat aux échecs est un livre de presque 500 pages. David Bronstein y commente, totalement ou partiellement, les 210 parties du tournoi. Depuis sa parution, l'ouvrage est devenu un classique de la littérature échiquéenne et a été traduit dans de très nombreuses langues. Cependant, il est entièrement consacré au commentaire des parties du tournoi, et il ne s'agit pas d'un livre de souvenirs de la compétition : on n'y trouvera ni anecdote, ni compte-rendu journalistique.
Pour beaucoup de critiques, le tournoi des candidats de Zurich doit sa célébrité plus à l'exceptionnelle qualité du travail de Bronstein qu'à l'intérêt intrinsèque des parties qui s'y déroulèrent. Dans l'histoire des échecs, le tournoi de Zurich serait ainsi plus important comme œuvre littéraire que comme événement historique. De fait, ce qui intéresse Bronstein, c'est l'affrontement des plans stratégiques des joueurs sur l'échiquier, plus que le caractère sportif de l'événement. C'est peut-être ce souci esthétique et intellectuel qui a assuré à l'ouvrage sa pérennité.
L'ouvrage commence par un intéressant avant-propos de Max Euwe, qui avait également participé au tournoi de Zurich, donnant un aperçu de la vision « esthétisante » qu'avait Bronstein du jeu d'échecs.